# Katharinenkloster (Sinai)
Das Katharinenkloster (arabisch دير القدّيسة كاترين, DMG Dair al-Qaddīsa Kātrīn, griechisch Μονὴ τῆς Ἁγίας Αἰκατερίνης Moní tis Agias Ekaterínis, offizieller Name: Ιερά Αυτόνομος Βασιλική Μονή Αγίας Αικατερίνης του Αγίου και Θεοβαδίστου Όρους Σινά Iera Avtónomos Vasilikí Moní Agías Ekaterínis tu Agíu ke Theovadístu Órus Siná „Heiliges autonomes königliches Sankt-Katherinen-Kloster des heiligen, von Gott betretenen Berges Sinai“) ist eines der ältesten Klöster der Christenheit und befindet sich im Süden der Sinai-Halbinsel in Ägypten. In der spätantiken christlichen Pilgertradition war der Gipfel des benachbarten Dschabal Musa jener Ort, an dem Mose von Gott die Zehn Gebote empfangen haben soll. Etwas später ist dann die Verehrung eines Dornbusches am Fuß dieses Berges bezeugt, der als der Brennende Dornbusch, in dem Gott sich Mose offenbarte, betrachtet wird. Das Dornbusch-Heiligtum befindet sich auf dem Klostergelände.
Wegen seiner isolierten Lage gehört das Katharinenkloster zu den wenigen Klöstern, die seit der Spätantike dauerhaft bewohnt sind und nie zerstört wurden. Die Hauptkirche des Klosters (eine Theotokos-Kirche) ist ein sehr gut erhaltener frühbyzantinischer Kirchenbau, der bauzeitliche Schnitzereien und Mosaike aufweist. Die große Ikonensammlung, zu der Meisterwerke des 6. und 7. Jahrhunderts zählen, ist in ihrer Qualität und Vielfalt einzigartig. Die Handschriften- und Bücherbestände des Sinaiklosters sind nur mit der Vatikanischen Bibliothek vergleichbar.
Im Einflussbereich der historischen Patriarchate Alexandria und Jerusalem gelegen, erlangte das Erzbistum Sinai 1575 seine kirchenrechtliche Autonomie. Das Katharinenkloster bildet heute zusammen mit dem Nonnenkloster im Wadi Firan (Pharan) und wenigen Familien meist griechischer Herkunft am Küstenort at-Tur (Raitho) die Orthodoxe Kirche vom Berg Sinai, die kleinste der autonomen orthodoxen Kirchen. Der Abt (Hegumen) des Klosters ist gleichzeitig der Erzbischof von Sinai, Pharan und Raitho. Er wird von den Mönchen der Sinaitischen Bruderschaft gewählt und vom Jerusalemer Patriarchen geweiht.

## Name
Der Name des Sinaiklosters in frühbyzantinischen Quellen ist „Dornbusch-Kloster“ bzw. gleichbedeutend „Batos-Kloster“ (τοῦ βάτου). Da die Hauptkirche seit ihrer Weihe eine Theotokos-Kirche ist, wurde die justinianische Klosterfestung auch als Marienkloster bezeichnet. Der Wechsel von „Marienkloster“ zu „Katharinenkloster“ für das Kloster beim Berg Sinai, der sich im lateinischen Westen in die Amtszeit des Papstes Johannes XXII. (1316–1334) datieren lässt, im Osten aber später erfolgte, ist eine Folge des im Kontext der Kreuzzüge aufblühenden Kults der Katharina von Alexandrien.

## Geologie und geographische Lage

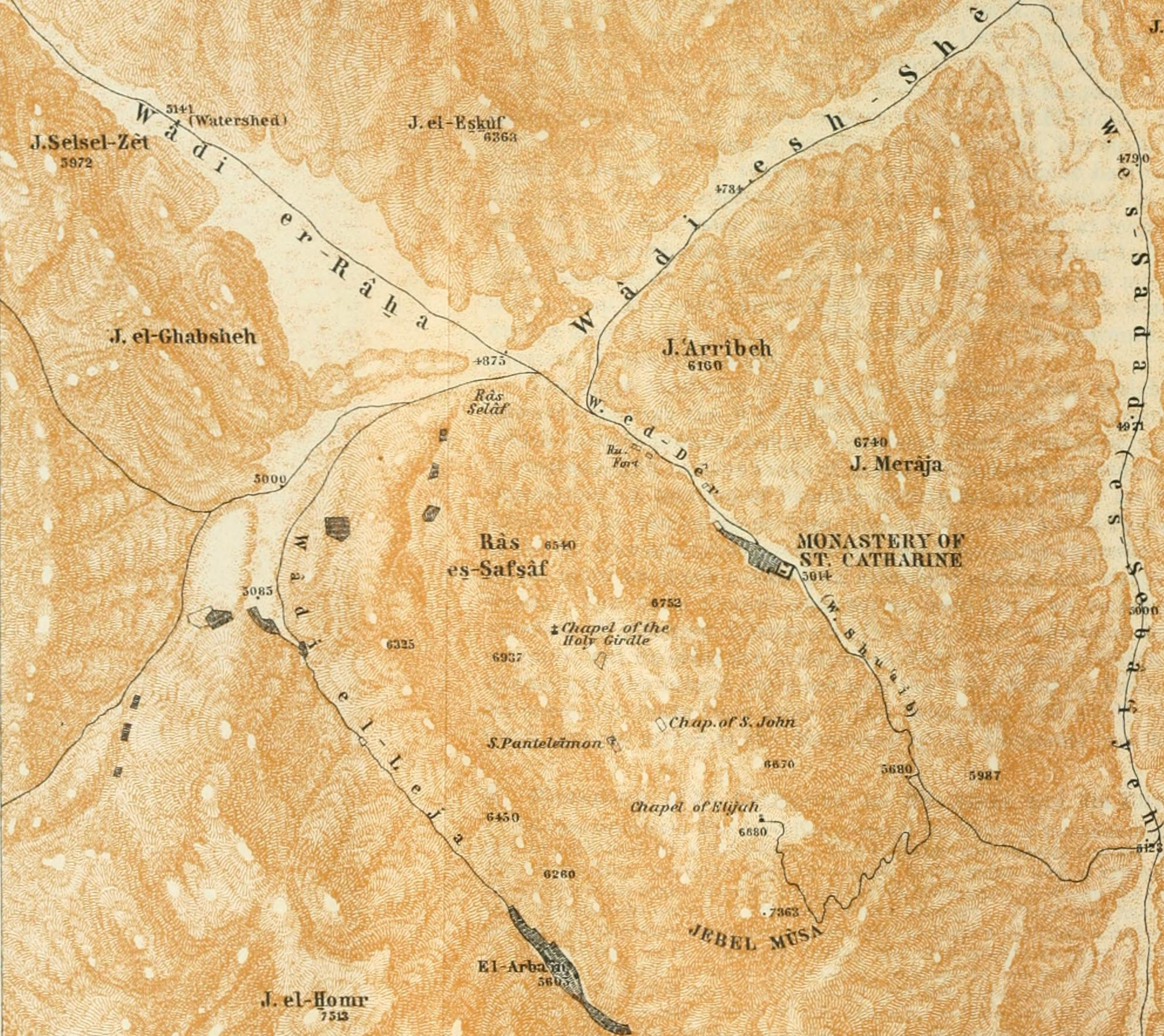
Umgebung des Katharinenklosters

Das Katharinenkloster bildet zusammen mit den Beduinensiedlungen der Umgebung die Stadt St. Katharina (arabisch سانت كاترين) im Gouvernement Dschanub Sinai (Südsinai). Es liegt durchschnittlich 1585 Meter über dem Meeresspiegel in dem nach ihm benannten „Klostertal“ (Wadi ed-Der).
Beiderseits des Wadis erheben sich an der Nordostseite der Gebirgszug Dschabal ed-Der (2055 m) und an der Südwestseite auf einer Fläche von etwa 5,6 Quadratkilometern das Musa-Safsafa-Bergmassiv, das in südöstlich-nordwestlicher Richtung etwa 3,3 km lang ist und in nordöstlich-südwestlicher Richtung etwa 1,7 km breit. Im Südosten dieses Massivs erhebt sich der Dschabal Musa (Ǧabal Mūsā, 2285 m), ein Vulkanhals. Dschabal Safsafa dagegen ist ein plutonischer Gebirgskomplex mit 25 Gipfeln (darunter Raʾs Ṣafṣāfa, 2168 m) mit exponierten Gipfeln und Hängen aus rotem Granit. In den dazwischenliegenden Bergtälern hat sich arkosischer Boden abgelagert. Der durchschnittliche jährliche Niederschlag beträgt 65 mm; während der Schnee auf den Gipfeln und in schattigen Bereichen lange liegenbleibt, fließt das Regenwasser in die Täler ab und versickert, sofern es sich nicht in Felsspalten sammelt. Die Verfügbarkeit von Grundwasser, zusammen mit dem Gebirgsklima, ermöglicht seit der Antike einen bescheidenen Gartenbau.

## Geschichte

### Spätantike und Byzantinische Zeit

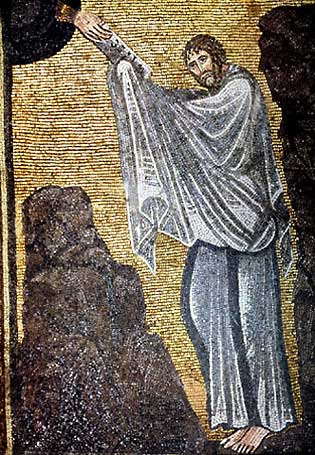
Mose empfängt das Gesetz (Triumphbogen der Theotokos-Kirche, 6. Jahrhundert, Detail)

Der erste in den Quellen belegte Besuch eines christlichen Pilgers am Dschabal Musa fand im Jahr 363 statt: Julianos Saba († 366/67) und seine Reisebegleiter errichteten demnach auf dem Gipfel des Berges aus herumliegenden Bruchsteinen eine improvisierte kleine Kapelle, die noch bis ins 6. Jahrhundert bestand. Erwähnt werden weder ein Dornbusch-Heiligtum am Fuß des Berges noch eine Mönchsgemeinschaft. Dieser Kapellenbau wurde in drei Hymnen von Ephraem dem Syrer besungen; Ephraem verglich Julianos mit Mose und Elija, die beide im frühchristlichen Mönchtum als Vorbilder verehrt wurden.
Ammonios Monachos berichtete etwas später von Mönchssiedlungen namens Gethrabbi, Choreb und Cedar am Fuß des Mosebergs, die um 377 von nomadischen Sarazenen überfallen wurden, die viele Mönche ermordeten. Dieser Angriff war möglicherweise eine Reaktion auf die Religionspolitik des Kaisers Valens, der den Araberstämmen einen homöischen Bischof aufnötigte und damit den Aufstand unter Königin Mauia auslöste.
Ende des 4. Jahrhunderts besuchte Egeria im Rahmen ihrer Heilig-Land-Pilgerreise die Sinaihalbinsel. Sie gab folgende Beschreibung:

„Und als wir dann vom Gottesberg wieder herabgestiegen waren, kamen wir um die zehnte Stunde zum Dornbusch (ad rubum). … Er befindet sich an dem Ort am Talanfang, wo es viele Einsiedeleien (monasteria) gibt und eine Kirche. Vor dieser Kirche aber ist ein sehr anmutiger Garten mit bestem Wasser im Überfluss; in diesem Garten steht der Dornbusch. … [Nach einem Gebet in der Kirche und Bibellesung am Dornbusch] speisten wir mit den Heiligen dort im Garten vor dem Dornbusch und schlugen dann dort unser Nachtlager auf.“

Um 530 war der Süden der Sinaihalbinsel zu einer Mönchslandschaft umgestaltet worden, in der bis zu sechshundert Einsiedler durch Subsistenzwirtschaft ihr Auskommen fanden. Ihr Zentrum war das Heiligtum des Brennenden Dornbuschs, weitere Zentren waren Pharan (Fīrān), Dschabal Umm Schomer und Raithu (aṭ-Ṭūr). Rund 72 Lawren sind bekannt, Einsiedlerkolonien, bei denen sich Eremitenzellen im weiten Umkreis um eine Kapelle und einige Gemeinschaftsgebäude scharten. Ein Netz von Saumpfaden verband die Lawren mit den monastischen Zentren. Die Mönche betrieben Gartenbau zu ihrer Ernährung (Obst, Gemüse, auch Wein), wobei sie das wenige Wasser optimal nutzten. Getreide wurde nicht angebaut. Eutychios von Alexandria (10. Jahrhundert) zufolge gab es über dem Heiligtum des Brennenden Dornbuschs bereits in vorjustinianischer Zeit einen Wehrturm mit einer Marienkapelle, in den sich die Mönche bei Gefahr zurückzogen.
Zwischen 548 und 565 wurden im Auftrag Kaiser Justinians am Fuß des Dschabal Musa Bauwerke errichtet, über die Prokopios von Caesarea als zeitgenössischer Chronist berichtete (Aedificia 5,8). Die Angaben des Prokopios sollten nicht mit den Annalen des Eutychios zusammengesehen, sondern für sich betrachtet werden. Prokopios schrieb zum einen, dass die Mönchsgemeinschaft auf dem Sinai die Ideale des Klosterlebens, wie Justinian es verstand, musterhaft praktiziert habe: diese Asketen waren ganz auf das ewige Leben ausgerichtet, achteten die irdischen Güter gering und bereiteten sich in der Einsamkeit auf den Tod vor. Deshalb habe Justinian den Mönchen eine Kirche zu Ehren der Theotokos gestiftet. Zweitens habe Justinian am Fuß des Sinai eine Festung erbauen lassen und eine Besatzung dort stationiert, um Palaestina Tertia vor den Einfällen der Sarazenen zu schützen. Üblicherweise kombiniert man beide Angaben des Prokopios so, dass mit der Festung die heutige Umfassungsmauer des Katharinenklosters gemeint ist. Militärtechnisch betrachtet, war die Anlage allerdings unbefriedigend. Nicht nur lag sie so niedrig, dass Bogenschützen sie von den umliegenden Höhen aus angreifen konnten. Außerdem hatten die justinianischen Türme nur den Wert von Attrappen. Sie sprangen zu wenig vor, um die benachbarten Mauerabschnitte mit Fernwaffen verteidigen zu können.
Eutychios zufolge ergriffen die Mönche dagegen von sich aus die Initiative und baten den Kaiser darum, ihnen ein wehrhaftes Kloster zu bauen, da sie von den „ismaelitischen Arabern“ bedroht würden. Justinian habe einen Legaten entsandt, der zunächst ein Kloster auf dem Gipfel des Dschabal Musa plante. Da aber dort kein Wasser vorhanden war, habe er die Klosterfestung im Tal bauen lassen, so dass sie das Dornbuschheiligtum und den bereits vorhandenen Wehrturm einschloss. Justinian sei wegen der strategisch ungünstigen Lage erzürnt gewesen. Um die Sicherheit der Mönche zu erhöhen, habe er eine Gruppe von kaiserlichen Sklaven in Nachbarschaft des Klosters ansiedeln lassen, die das Kloster gegebenenfalls gegen Angreifer verteidigen würden.

### Frühislamische Zeit (640–968)

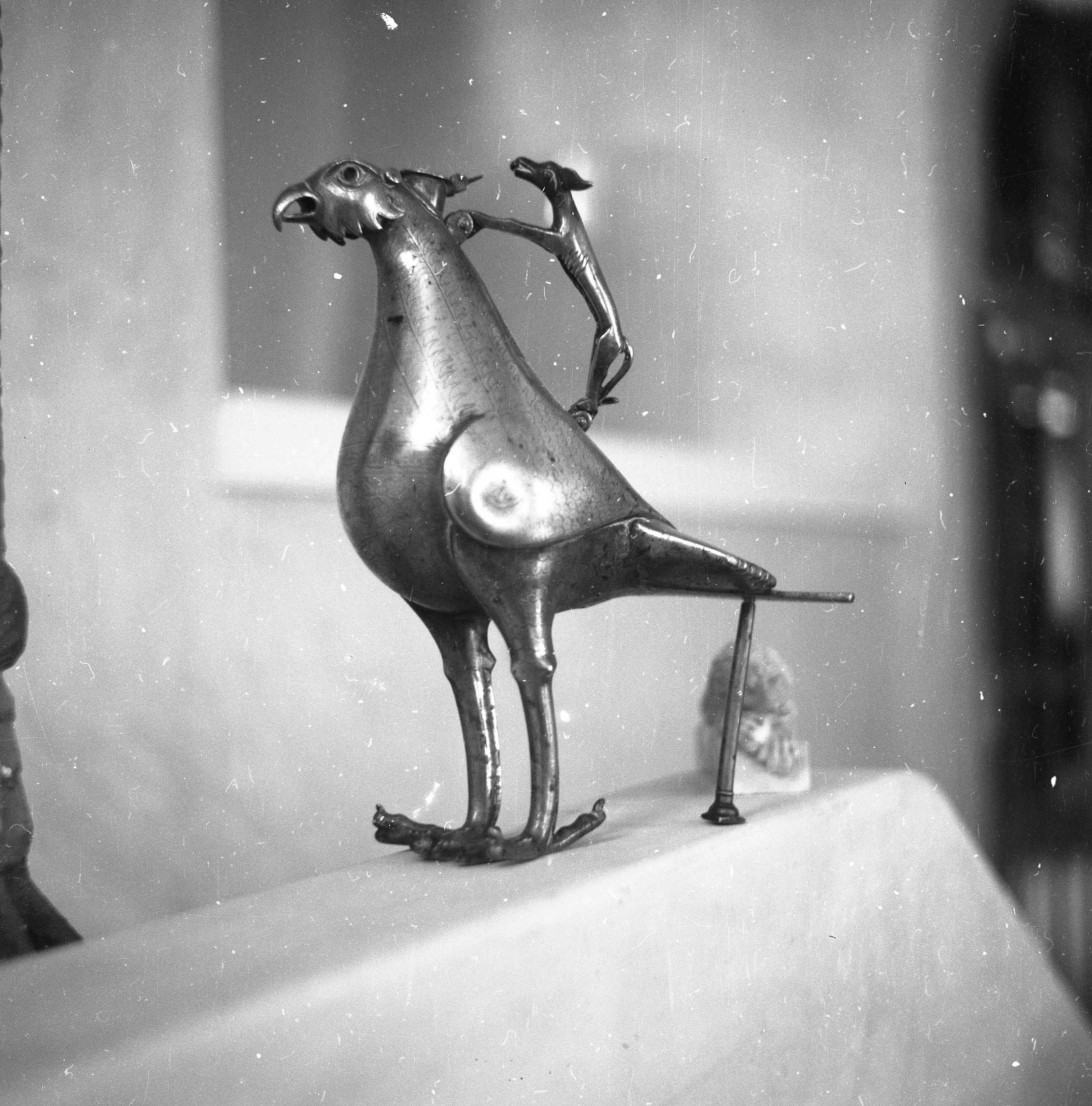
Aquamanile (Frühislamisch, Katharinenkloster)

Nach der islamischen Eroberung im Jahr 640 lockerten sich die Beziehungen des Sinaiklosters zu Konstantinopel, und es näherte sich dem Patriarchat Jerusalem an.

#### Johannes Klimakos
In der ersten Hälfte des 7. Jahrhunderts lebte Johannes Klimakos im Sinaikloster. Er verfasste dort die asketische Schrift Die Leiter zum Paradies (Κλίμαξ τοῦ παραδεῖσου Klímax toũ paradeĩsou), welche den spirituellen Aufstieg des Mönchs beschreibt. Seine Vita verfasste ein sonst nicht bekannter Mönch Daniel von Raithu als spirituelle Biografie, d. h. Johannes Klimakos verwirklicht vorbildhaft das in der Leiter zum Paradies von ihm selbst aufgestellte Programm. Daniel stellte ihn außerdem als neuen Mose dar und autorisierte so den Anspruch der „Leiter zum Paradies“. Über die historische Persönlichkeit des Klimakos ist aus dieser Vita kaum etwas zu erfahren.

#### Anastasios Sinaites
Im ausgehenden 7. und frühen 8. Jahrhundert lebte Anastasios Sinaites (ca. 630–nach 700) im Sinaikloster „als Seelsorger, Prediger und vor allem Verteidiger chalkedonischer Orthodoxie im kirchlichen Leben seiner Konfession, die sich auch unter arabischer Herrschaft ganz der byzantinischen Reichskirche zugehörig fühlte.“ Der Berg Sinai wird im Koran mehrfach erwähnt, und wie Anastasios bezeugt, pilgerten die frühen Muslime zum Dschabal Musa, den sie (ebenso wie die Christen seit der Spätantike) mit dem Berg der Gesetzgebung identifizierten. Als Zeitgenosse der arabischen Eroberung erklärte Anastasios den Sieg des „Amalek aus der Wüste“ über die byzantinischen Heere als Strafe Gottes dafür, dass Kaiser Konstans II. ein Anhänger des Monotheletismus gewesen war, einer der auf dem dritten Konzil von Konstantinopel als Häresie verurteilten christologischen Lehre.
Im 8. oder 9. Jahrhundert entstand anstelle des spätantiken Bistums Pharan ein Sinai-Bistum, und der Vorsteher des Dornbusch-Klosters trug nun den Titel Bischof. Erstmals fassbar wird dies 869/70, als Bischof Konstantin vom Sinai die Akten des achten ökumenischen Konzils unterschrieb.

### Fatimidenzeit (969–1171)
Im 10. Jahrhundert bestanden zwischen dem Sinaikloster und dem Byzantinischen Reich wieder engere Verbindungen, was sich kunstgeschichtlich zeigen lässt. Ikonen und illuminierte Handschriften gelangten auf den Sinai, teilweise wohl auf dem Umweg über Zypern, das von den Byzantinern zurückerobert worden war. Aus dem späten 10. Jahrhundert datieren die ältesten Nachrichten über das Vorhandensein von Reliquien der legendarischen Märtyrerheiligen Katharina von Alexandrien auf dem Gipfel des Dschabal Katrina in Nachbarschaft des Sinaiklosters.
Der melkitische Historiker Yahya von Antiochia berichtete, dass der Kalif Al-Hākim bi-amr Allāh (996–1021) um 1010/11 das Sinaikloster einem Beduinen als Gegenleistung für militärische Dienste überlassen habe; das Kloster sollte geschleift und an seiner Stelle eine Moschee errichtet werden. Der Beduine näherte sich mit militärischem Gefolge dem Kloster. Salmūn ibn Ibrahim (Anbā Salmūn), ein vornehmer Ägypter, der sich gerade im Kloster aufhielt, wurde von den Mönchen mit den Verhandlungen beauftragt. Anbā Salmūn übergab dem Beduinen alle Wertgegenstände des Klosters, dazu eine große Summe Geld, und überzeugte ihn davon, dass die Schleifung der Klostermauern aufwändig und nutzlos sei. Um einen hohen Preis, so Yahya, wurde das Kloster gerettet. Anbā Salmūn wurde später selbst Abt des Sinaiklosters. Laut Yahya hatte er im Jahr 1020 ein Gespräch mit dem Kalifen, in dem er ihm die Not der Sinai-Mönche schilderte und erreichte, dass der Klosterbesitz zurückerstattet wurde; in gleicher Weise setzte er sich auch für andere Klöster und Kirchen ein. Er erreichte es, dass ein Mönch aus seinem Konvent, Georg vom Berge Sinai, 1021 auf den Patriarchenthron von Alexandria kam. In dieser Zeit lebte Simeon von Trier als Mönch im Sinaikloster, und seine Erinnerungen an diese Ereignisse gingen – ins Wunderhafte gesteigert – in die von Eberwin verfasste Vita Simeons und die Chronik des Ademar von Chabannes ein. Simeon selbst lebte eine Zeitlang als Eremit auf dem Sinai, bis ihn die Bruderschaft damit beauftragte, eine Reise in den Westen anzutreten. Er sollte Gelder abholen, die der Normannenherzog Richard II. dem Kloster zugesagt hatte. Simeons Mission scheiterte. Auf den Sinai kehrte er nicht mehr zurück und starb 1035 in Trier.
Möglicherweise in Folge der restriktiven Religionspolitik Al-Hākims wurde ein bereits bestehendes Gebäude auf dem Klostergelände im 11. Jahrhundert in eine Moschee umgewandelt. Das Katharinenkloster besitzt einen hölzernen Koranständer (kursī) des 11. Jahrhunderts, der zur Ausstattung der Moschee gehörte. Um den oberen Rand verläuft eine geschnitzte arabische Inschrift. Sie gibt zur muslimischen Präsenz im Sinaikloster folgende Informationen: „Im Namen Gottes, des barmherzigen Erbarmers! Befohlen hat anzufertigen diese[n] Leuchter und die gesegneten Stühle [karāsīy, d. h. Koranständer (Plural)] und die gesegnete Moschee, welche im obersten Kloster ist, und die drei Betorte auf dem Berge des Zwiegespräches Moses, über dem das Heil, und die Moschee, welche auf dem Berge von Fārân ist, und die [kleine] Moschee, welche unterhalb von Neu-Fārân ist, und den Leuchtturm [Minarett], welcher an dem Rande der Ebene ist, der fähige [und] auserwählte Emir, Leuchte des Reiches, und sein Ritter, Abu Manṣūr Anuschtekin, der Sklave des [Chalifen] Âmir.“ Der Stifter, Abu Manṣūr Anuschtekin, war Befehlshaber unter mehreren Kalifen, ab 1029 Gouverneur von Damaskus, wo er 1042 starb. Nach George Manginis ist die Stiftung vor den Antritt seines Amts in Damaskus zu datieren, d. h. in die Zeit des Kalifen Az-Zahir. Der im Stiftungstext erwähnte Leuchter befindet sich laut Manginis heute in der Stephanuskapelle der Theotokos-Kirche.
Bernhard Moritz vermutete, dass die Ankunft der Kreuzfahrerheere in Palästina das Sinaikloster in eine prekäre Situation brachte, da dieses Kloster im Gegensatz zu anderen christlichen Klöstern im Fatimidenreich traditionell Kontakte in die lateinische Westkirche pflegte. Zur Überwachung der Mönche und zur Abwehr eines möglichen Vorstoßes der Kreuzfahrer auf die Sinaihalbinsel sei im Kloster dauerhaft eine Truppenabteilung einquartiert worden. Die Moschee sei von der Regierung in Kairo für diese muslimischen Soldaten eingerichtet worden.
Nur unsicher zu datieren ist die Wirksamkeit des Philotheos vom Sinai († vor 1100), der Vorsteher des Dornbusch-Klosters war, ohne aber Bischof des Sinai zu sein. Er war ein geistiger Schüler des Johannes Klimakos und verfasste vielgelesene asketische Schriften, von denen die Vierzig Kapitel über die Nüchternheit Aufnahme in die Sammlung der Philokalie fanden. „Ihn beschäftigte die praktische Askese, die durch das Halten der Gebote und das Jesusgebet … zur Herzensreinheit und geistl. Nüchternheit führen soll.“

### Ayyubidenzeit (1171–1250)
Protegiert von den Ayyubiden, blühte das Kloster nun auf. Die Angaben des zeitgenössischen koptischen Autors Abū l-Makārim werden durch zahlreiche fatimidische und ayyubidische Dekrete des 12. und 13. Jahrhunderts bestätigt, die dem Kloster den Besitz großer Ländereien garantierten. Diese Obstgärten und Felder wurden von Dienstleuten des Klosters, häufig Christen, kultiviert. Aufgrund seiner Privilegien erhielt das Kloster außerdem jährlich eine Zuteilung von umgerechnet 35 Tonnen Getreide aus der Provinz Šarqiyya (= östliches Nildelta und Sinai-Halbinsel).
Das Sinaikloster war vom Morgenländischen Schisma (1054) unberührt geblieben und stand daher auch in Beziehungen zur lateinischen Westkirche, die in der Zeit des Königreichs Jerusalem auflebten. Einer der ersten lateinischen Sinaipilger war Thietmar (Thietmarus magister), der wahrscheinlich aus Ostfalen stammte und ein höherer Kleriker unbekannter Ordenszugehörigkeit war. Als Verehrer der heiligen Katharina von Alexandria war der Besuch ihrer Reliquien und die Erlangung einer Phiole mit Öl aus ihren Gebeinen Ziel und Höhepunkt seiner Pilgerfahrt. Er landete mit dem Kreuzfahrerheer 1217 in Akkon und zog von dort nach Damaskus und dann über Bethlehem gen Süden. Den zweiten Teil des Weges reiste er wahrscheinlich in einer Gruppe griechischer oder georgischer Mönche, verkleidet als einer von ihnen. Im Sinaikloster angekommen, erfuhr er, dass die Reliquien vom Berggipfel in die Klosterkirche überführt worden waren. Hierfür und für den Katharinen-Sarkophag in der Klosterkirche ist Thietmars Peregrinatio der früheste Beleg.
Im 13. Jahrhundert ließen sich einige lateinische Mönche im Kloster nieder und erbauten die Kapelle St. Katharina der Franken. „Mönche vom Sinai zogen nach Frankreich, um Geld zu sammeln und Reliquien zu verkaufen; heute besitzt die Kathedrale von Rouen mehr Reliquien der heiligen Katharina als das Kloster …“ Pilger aus Lateineuropa ritzten ihre Namen und Wappen in die Mauern des Katharinenklosters, vor allem im Refektorium, wo sie anscheinend ihre Mahlzeiten einnahmen.
Das Kloster unterstand aus Sicht der Kreuzfahrer als Teil der Herrschaft Oultrejordain dem Erzbischof von Petra. Daraus folgt, dass der Vorsteher des Sinaiklosters beispielsweise in päpstlichen Urkunden stets den Titel Bischof trägt. Andererseits konnte sich das Kloster in seiner abgelegenen Lage anscheinend leisten, neben der von den Lateinern aufoktroyierten Ordnung seine eigene orthodoxe Tradition weiterzupflegen, wozu der Titel eines Erzbischofs vom Sinai gehörte. In westlichen Quellen begegnet dieser Titel 1212 in einer Urkunde des Dogen von Venedig, Pietro Ziani.

### Mamlukenzeit (1250–1517)
Nach dem Fall Konstantinopels (1453) fanden byzantinische Künstler im Sinaikloster einen neuen Auftraggeber. Kreta wurde zum Zentrum der nachbyzantinischen Kunst. Hier besaß das Sinaikloster Ländereien und eine Niederlassung (Metochion) in Iraklio. So wurden viele Ikonen des Katharinenklosters von kretischen Malern angefertigt.
Die Beziehungen des Katharinenklosters zur mamlukischen Regierung waren insgesamt gut. Eine Ausnahme ist die Einnahme und Plünderung des Klosters durch die mamlukische Armee im Jahr 1401, bei der auch der Erzbischof vom Sinai ermordet wurde. Im Jahr 1431 wurden die klösterlichen Ländereien vorübergehend konfisziert. George Manginis urteilt: „Nichtsdestoweniger war Gewalt seitens der offiziellen Verwaltung selten, und es scheint, dass die meisten aggressiven Vorfälle von den Beduinen ausgingen.“ In der Endphase der mamlukischen Herrschaft wurde die Sinai-Halbinsel de facto von Beduinen beherrscht. Die Zahl der Mönche der Sinaitischen Bruderschaft sank in dieser unsicheren Zeit drastisch, von mehreren hundert um 1350 auf ein paar Dutzend um 1450. Ein Zeichen des Niedergangs war es, dass der Patriarch von Alexandria keine Bischöfe vom Sinai mehr weihte, so dass das Kloster für rund 30 Jahre von Vorstehern (hegumenoi) geleitet wurde. Die Bedrohung der Mönche durch Beduinen ist ein wiederkehrendes Motiv in Pilgerberichten aus dieser Zeit. Der Franziskaner Francesco Suriano, ein Venezianer, war 1484 Gast im Katharinenkloster und berichtete, dass bewaffnete Araber den Erzbischof Makarios III. ermordet hätten. Um das Jahr 1505 wurde das Katharinenkloster von Beduinen angegriffen und geplündert. Als der Klostervorsteher die Rückgabe der Beute forderte, wurde er vom Beduinenführer Muḥammad ibn al-Qādir ermordet, der daraufhin das Kloster ein zweites Mal plünderte. Befehle des Sultans, den Raub zurückzuerstatten und die Räuber zu bestrafen, verhallten ungehört. Martin von Baumgartner hielt sich 1507 als Pilger im Katharinenkloster auf und berichtete, dass sich dort täglich eine Gruppe von Arabern einfände, die von den Mönchen Lebensmittel erpressten und in der Moschee ihre Gottesdienste hielten; sie nutzten die ganze Klosteranlage nach ihrem Belieben, nur die Basilika beträten sie nicht.

### Osmanisches Reich (1517–1906)

#### Klosterpolitik

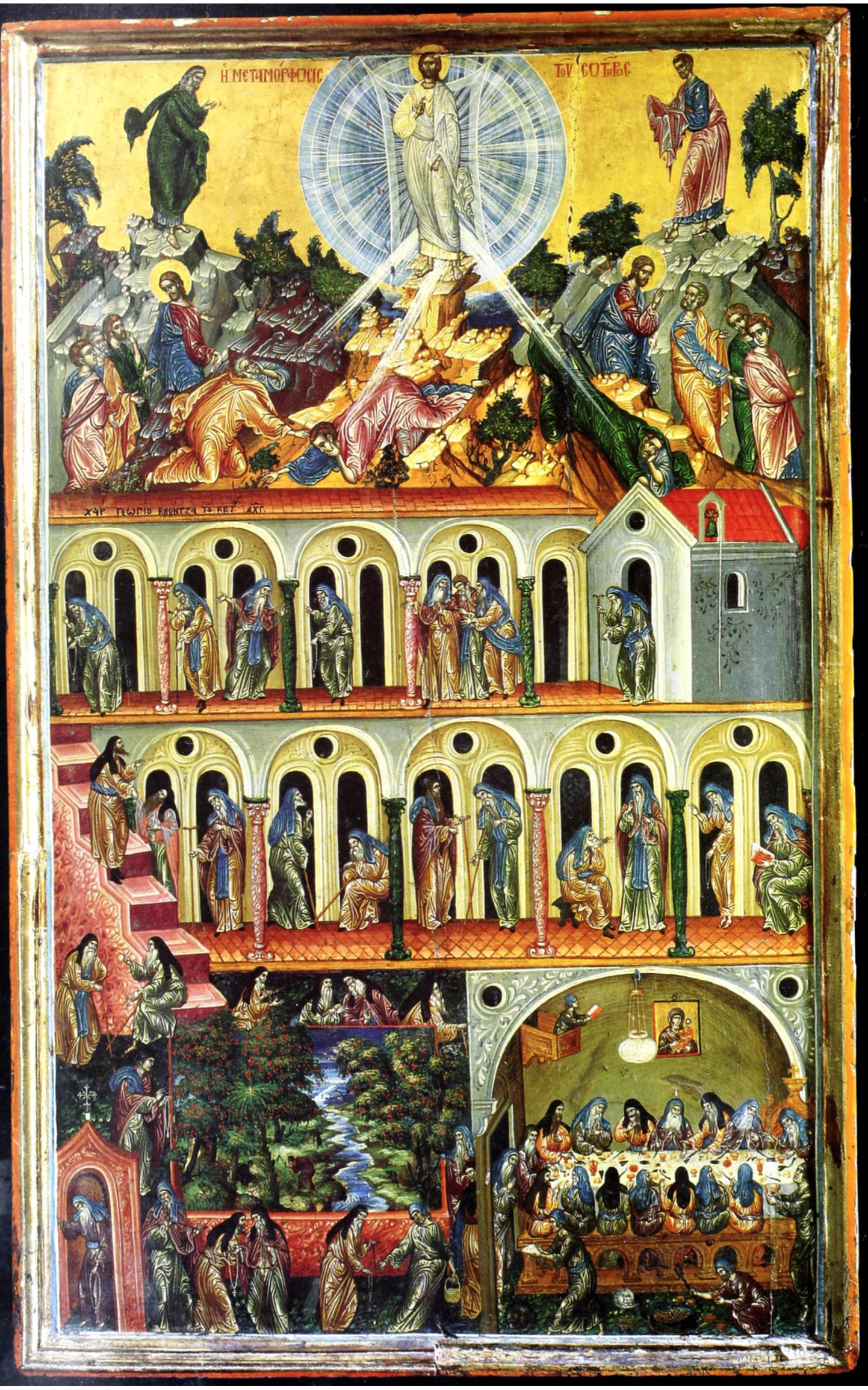
Verklärung Christi und Szenen aus dem Klosterleben (Georgios Klontzas, 1603, Katharinenkloster)

Am Anfang des 16. Jahrhunderts ist der sogenannte Schutzbrief des Mohammed erstmals bezeugt, ein Dokument, das beansprucht, eine unter Sultan Selim I erstellte Kopie eines Schutzbriefs für das Katharinenkloster zu sein. Das Original habe Alī ibn Abī Ṭālib im Jahr 623 im Auftrag Mohammeds geschrieben, und letzterer habe es durch seinen Handabdruck beglaubigt. Dieses Original sei unter Selim I. nach Konstantinopel gebracht worden. Das Auftauchen des angeblichen Schutzbriefs veranschaulicht die damalige rechtliche Unsicherheit von Christen in der Region.
Während des Mittelalters war die Klostergemeinschaft ethnisch sehr vielfältig gewesen. Neben Griechen und Arabern gab es unter den Mönchen Syrer, Slawen und Georgier. In der osmanischen Zeit dagegen waren die Mönche des Katharinenklosters fast ausschließlich Griechen. Diese Veränderungen traten in der ersten Hälfte des 16. Jahrhunderts ein. Ein Indiz ist eine auf das Jahr 1557 datierte Urkunde, die von 32 Mönchen der Sinaitischen Bruderschaft unterschrieben wurde (möglicherweise nicht nur des Katharinenklosters, sondern auch der Kairoer Niederlassung). Von diesen waren zwei Syrer, einer Russe und die übrigen offenbar Griechen. Das Sinaikloster war neben Jerusalem und dem Athos eine bedeutende Pilgerstätte der ganzen orthodoxen Welt. Daher finden sich hier Kunstwerke, die von slawischen Fürsten geschenkt wurden, angefangen mit den Fürstentümern Moldau und Walachei und später vor allem Geschenke der russischen Zaren.
Die Wiederbelebung des palästinensischen Mönchtums ist verbunden mit der Persönlichkeit des Joachim Vlachos. Dieser stammte aus der Walachei, war Mönch auf dem Sinai gewesen, stand dem Katharinenkloster in den 1520er Jahren vor und verließ dann mit fünfzehn Mönchen den Sinai, um das Kloster Mar Saba bei Bethlehem wieder aufzubauen. Für die Kommunität auf dem Sinai, die etwa 40 Personen umfasste, war diese Abwanderung ein Aderlass. Die Gründe sind unbekannt. Aber etwa zur gleichen Zeit trat das Patriarchat von Alexandria, dass durch den Niedergang des Mamelukenreichs an Einfluss eingebüßt hatte, seine östlichen Grenzbistümer, darunter das Bistum vom Sinai, an das Patriarchat von Jerusalem ab. Mit Joachim I. (Pany) hatte allerdings ein Mönch vom Sinai den Patriarchenthron von Alexandria inne. Er unterhielt weiterhin enge Beziehungen in sein ehemaliges Kloster und kämpfte darum, den Sinai wieder unter Alexandriner Jurisdiktion zu bringen. Nachdem jahrzehntelang mal Alexandria, mal Jerusalem in diesem Konflikt die Oberhand hatte, wurde das Problem auf einer Synode in Konstantinopel 1575 so entschieden, dass der Bischof vom Sinai zum autonomen Erzbischof erhoben wurde. Die Sinaitische Bruderschaft wählte ihn, aber der Patriarch von Jerusalem weihte ihn, und in der Heiligen Liturgie des Sinai wurde der Jerusalemer Patriarch kommemoriert. Der Erzbischof hatte seit dem frühen 16. Jahrhundert seinen Sitz in der Kairoer Niederlassung Tzouvania. Von hier aus konnte er die nötigen politischen Kontakte pflegen. Im Katharinenkloster war er nur mehr gelegentlich, und dass er während seines Aufenthalts dort verpflichtet war, die Beduinen mit Lebensmitteln freizuhalten, war ein zusätzlicher Grund, seine Besuche kurz zu halten.
Nektarios Pelopides (1605–1676), der aus Kreta stammte, war seit 1660 Erzbischof vom Sinai und seit 1661 zusätzlich Patriarch von Jerusalem. Er verfasste 1659/1660 eine Chronik (Epitome) des Katharinenklosters, die zugleich als Enzyklopädie dienen sollte und für die er Dokumente aus dem Klosterarchiv auswertete. Bis 1734 wurden Bücher und Manuskripte unter anderem in dem als besonders sicher geltenden Georgsturm im Norden des Klosters aufbewahrt. Dann ließ Erzbischof Nikiphoros Marthales eine Bibliothek neu bauen. Marthales war früher selbst als Kopist tätig gewesen, von dessen Hand verschiedene im Katharinenkloster aufbewahrte Bücher stammen. Als er 1728 zum Erzbischof geweiht wurde, ordnete er an, dass alle Bücher, die bis dahin an unterschiedlichen Stellen im Kloster (außer im Georgsturm auch im Katholikon und den Zellen der Mönche) an einem Ort zusammengebracht würden, und schuf so die Klosterbibliothek.
Im Lauf des 18. und 19. Jahrhunderts hatten sowohl das Katharinenkloster als auch sein Klerus einen hohen Status in der orthodoxen Hierarchie. Konstantios Vyzantios (1770–1859) ist hierfür ein Beispiel: Nach Ausbildung in Konstantinopel, Italien und Kiew war er zunächst Exarch der sinaitischen Besitzungen im Donauraum und in Kairo. Er handelte mit den französischen Behörden ein Dekret aus, welches das Katharinenkloster unter den besonderen Schutz Napoleons stellte. Die starken winterlichen Regenfälle und Überflutungen des Jahres 1798 hatten die Außenmauern des Klosters beschädigt. Jean-Baptiste Kléber, der französische Oberbefehlshaber in Ägypten, schickte Bauarbeiter aus Kairo, die unter der Aufsicht der Mönche die Nordostmauer und den Rundturm an der Ostecke instand setzten. In die Nordostmauer wurde eine Marmortafel eingelassen, deren Inschrift die Baumaßnahme auf 1801 datiert.

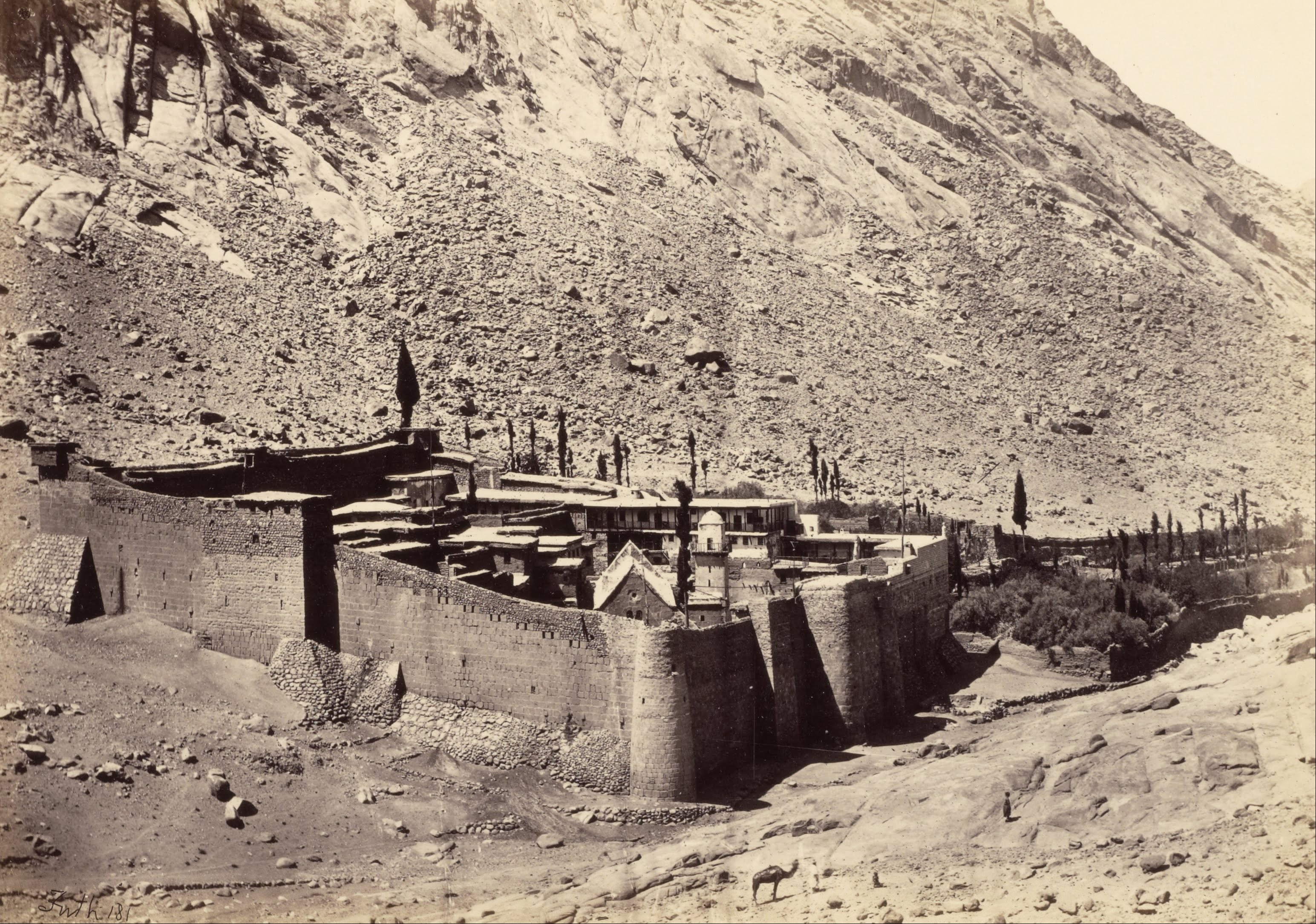
Katharinenkloster von Osten, die Kirche noch ohne Glockenturm (Francis Frith um 1858)

Im Jahr 1804 wurde Konstantios Vyzantios zum Erzbischof des Sinai gewählt. Er behielt den Erzbischofstitel bei, auch als er von 1830 bis zu seiner Absetzung durch die osmanischen Behörden 1834 Ökumenischer Patriarch von Konstantinopel war. Kurz zog er sich daraufhin ins Katharinenkloster zurück, lebte aber dann wieder in Konstantinopel, wo er sich geografischen, kirchengeschichtlichen und theologischen Studien widmete und den Titel „Beschützer des Sinai“ führte. Als Konstantios 1859 starb, wählte die Bruderschaft Kyrillos Vyzantios zum Erzbischof des Sinai. Kyrillos’ Anspruch auf diesen Titel war umstritten, da seine Weihe zum Erzbischof vom Ökumenischen Patriarchen unter Umgehung des Patriarchen von Jerusalem vorgenommen worden war, der dagegen sein Veto einlegte. Die Einkünfte aus den sinaitischen Besitzungen flossen in der Jahrhundertmitte reichlich und betrugen jährlich etwa 25.000 bis 30.000 osmanische Lira. Das Kloster war in dieser Zeit nicht auf Gaben von Reisenden oder Pilgern angewiesen. Das änderte sich 1863, als die danubischen Besitzungen verstaatlicht wurden. Wegen seiner autokratischen Amtsführung setzte der Rat der Bruderschaft Kyrillos 1867 ab. Seine Nachfolge im Erzbischofsamt trat 1869 der sinaitische Mönch Kallistratos an. In seiner Amtszeit wurde der Glockenturm neben der Theotokoskirche von Iakovos Varoutes, einem Baumeister von der Insel Tinos, errichtet. Die finanzielle Situation verschlechterte sich weiter, da auch die russischen Besitzungen 1870 verstaatlicht wurden. Der nächste Erzbischof vom Sinai, Porphyrios I., trat daher 1885 ein schweres Erbe an. Als geschickter Diplomat, der mehrere Sprachen beherrschte, wandte er die finanzielle Krise ab. Sein Nachfolger Porphyrios II., der in Konstantinopel und in Deutschland studiert hatte, lebte bis zu seiner Wahl zum Erzbischof 1904 in Paris. Die Kirchenleitung war also, entgegen westlich-europäischer Wahrnehmung, sehr gut ausgebildet, und auch wenn sie nicht im Katharinenkloster residierte, war ihr dortiger Stellvertreter ein gebildeter Mönch. Dies gilt nicht in gleicher Weise für den Konvent, der aus eher einfachen, handwerklich geschickten Männern bestand. Hier kollidierte, so George Manginis, die westliche Erwartung eines Klosters als Gelehrtengemeinschaft mit dem östlichen asketischen Mönchsideal.

Erzbischöfe vom Sinai im 19. Jahrhundert
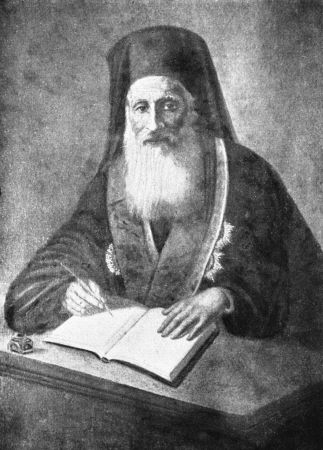
Konstantios Vyzantios
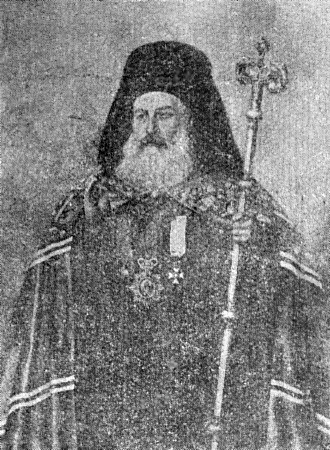
Kyrillos Vyzantios
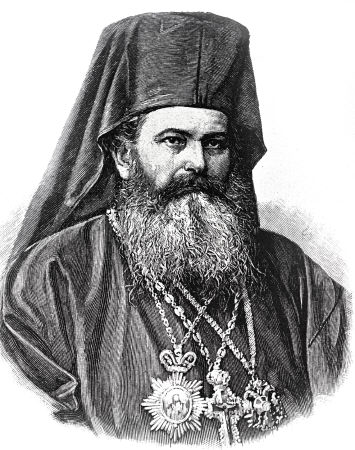
Porphyrios I.

#### Sinai als Ziel von Forschungsreisen
In der ersten Hälfte des 19. Jahrhunderts wurde unter europäischen Gelehrten diskutiert, welcher Gipfel der Sinaihalbinsel (oder anderswo) der biblische „Berg der Gesetzgebung“ sei, und verschiedene Kandidaten waren dafür im Gespräch. Der Ordnance Survey des britischen Palestine Exploration Fund kartografierte 1868–1869 unter Leitung von Charles William Wilson die Sinaihalbinsel, ein Projekt, bei dem sich theologische und geopolitische Interessen verbanden. Er entschied die Frage der biblischen Lokalisierung zugunsten des Dschabal Musa.
Das Katharinenkloster blieb in traditioneller Weise Ziel von orthodoxen (vor allem griechischen und russischen) Pilgern, während das religiöse Leben der Mönche und die Gegebenheiten im Kloster in westeuropäischen Reiseberichten meist negativ gewertet wurden. Einzig im Russischen Kaiserreich verband sich die Orthodoxie mit einem modernen Universitätsbetrieb. Daraus ergab sich eine andere Agenda. Der russische Mönch und spätere Erzbischof Porfiri Uspenski und der sächsische Bibelwissenschaftler Konstantin Tischendorf machten Karriere, so George Manginis, weil sie das Interesse der Zarenfamilie und des akademischen Establishments bedienten, Beweise für die alten Wurzeln der Orthodoxie zu beschaffen. Manuskripte und (im Fall Uspenskis) alte Ikonen, die sie aus dem Katharinenkloster mitnahmen, wurden Teil einer modernen russischen „Reliquiensammlung“ und stärkten Russlands Anspruch auf eine Führungsrolle in der Christenheit. Uspenski nahm vier enkaustische Ikonen aus vor-ikonoklastischer Zeit mit, die er der Kiewer Akademie schenkte. Damit sollte wahrscheinlich die spirituelle Verbindung zwischen Byzanz und Kiew betont werden.

Sinaitische Ikonen im Chanenko Museum (Kiew)
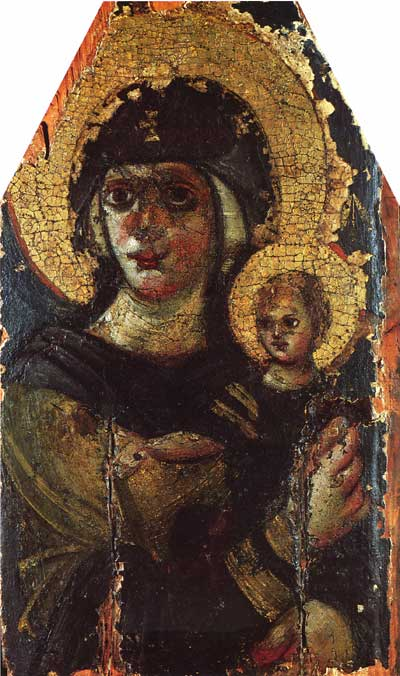
Theotokos und Kind, 6. Jahrhundert
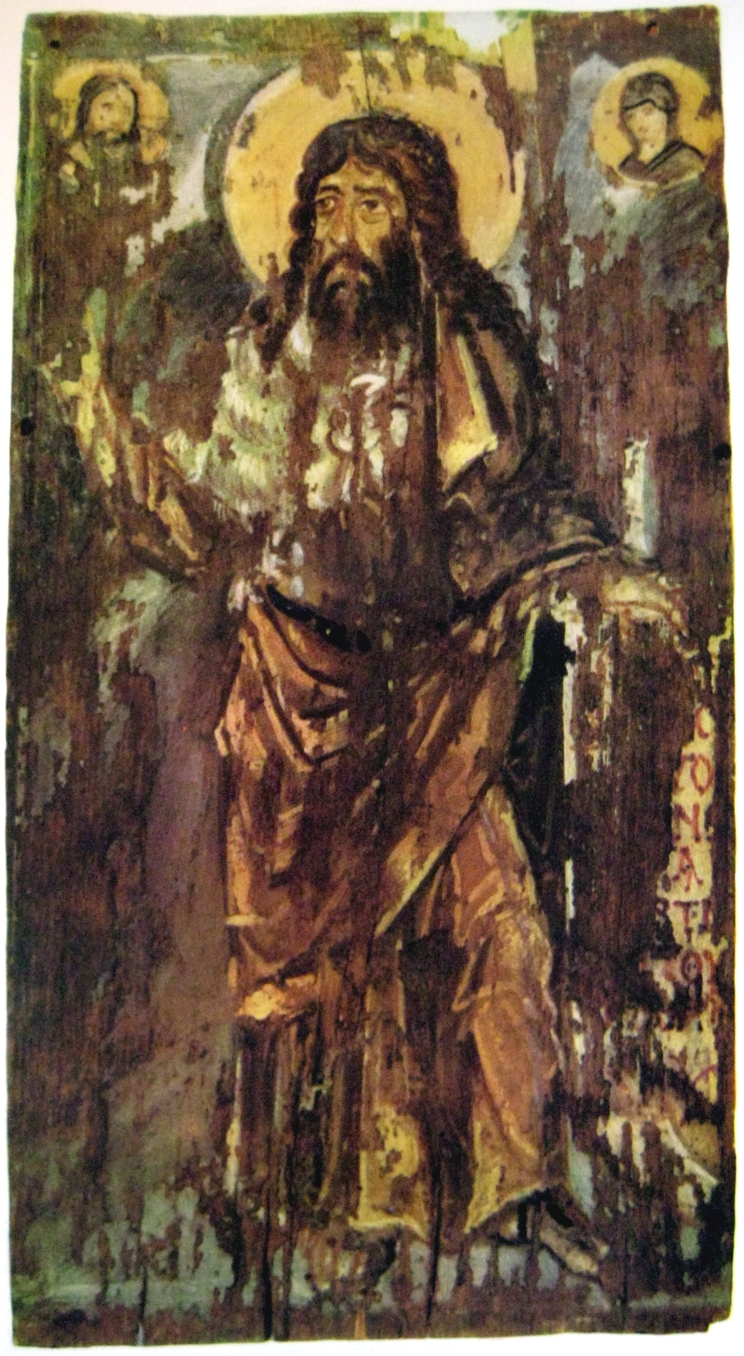
Johannes der Täufer, 6. Jahrhundert
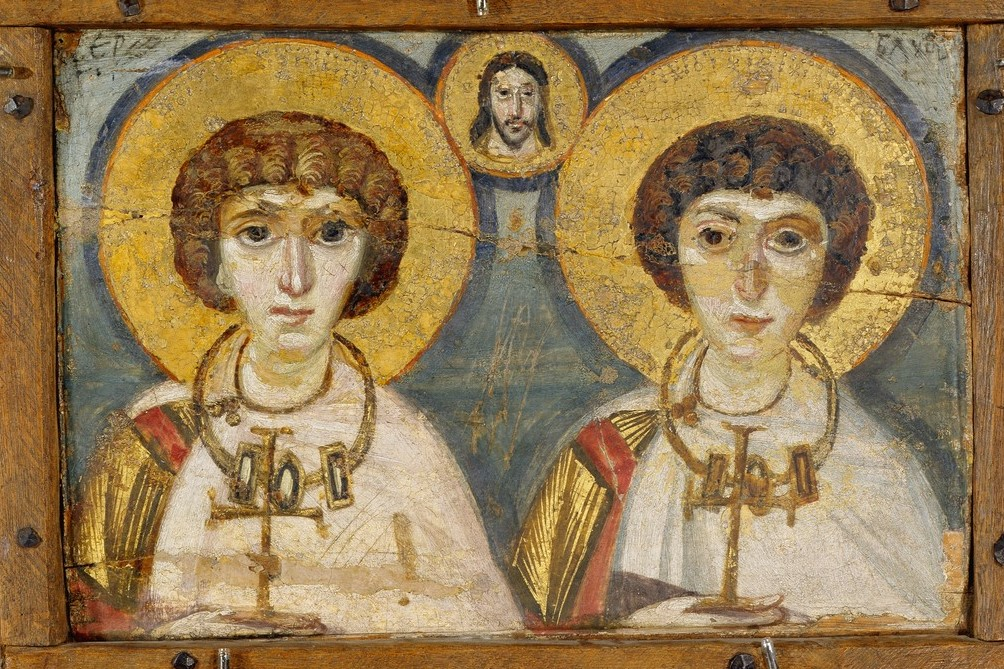
Sergius und Bacchus, 7. Jahrhundert
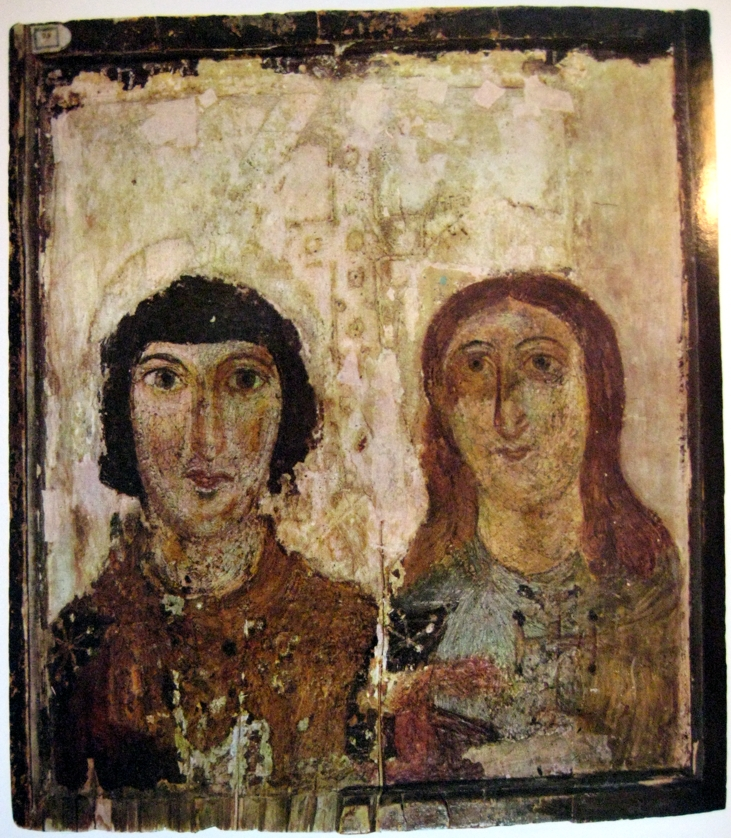
Zwei Märtyrer, 7. Jahrhundert

Um die Jahrhundertwende wurden die Handschriften- und Kunstschätze im Katharinenkloster von russischen Byzantinisten erforscht, die einen moderneren Zugang wählten und die Objekte dokumentierten, ohne sie mitzunehmen: Antonin Kapustin 1870, Nikodim Pawlowitsch Kondakow 1881 sowie Wladimir Nikolajewitsch Beneschewitsch 1907, 1908 und 1911. Die Byzantinistik galt im Stalinismus als verdächtig, Beneschewitsch wurde im Zuge der sogenannten Stalinschen Säuberungen 1938 hingerichtet, sein Archiv mit den Abschriften und Fotografien unter anderem aus dem Katharinenkloster zerstört.
Unter umstrittenen Umständen brachte Konstantin Tischendorf 1844 einen Teil des Codex Sinaiticus nach Leipzig und 1859, auf einer von Russland bezahlten Forschungsreise, den Großteil dieses Codex nach Sankt Petersburg. Für die wissenschaftliche Leistung der Publikation wurde er in den russischen Adelsstand erhoben. Der Codex Sinaiticus veränderte die Wahrnehmung des Katharinenklosters in der westlichen akademischen Öffentlichkeit grundlegend. Bezeichnenderweise war es eine besonders frühe, aber optisch karge Bibelhandschrift und kein reich illuminierter Codex, der das Kloster zum Hort unbekannter Schätze aufwertete. Die Lokalisierung biblischer Ereignisse in der Nachbarschaft des Klosters (oder andernorts) verlor demgegenüber an Interesse.
Der Ägyptologe Heinrich Brugsch fand 1875 in der Bibliothek des Katharinenklosters zwei Fragmente einer Septuaginta-Handschrift mit Text des Buchs Levitikus; er publizierte sie im gleichen Jahr unter dem Titel Neue Bruchstücke des Codex Sinaiticus. Dass diese Zuordnung unzutreffend war, wurde schnell erkannt.
Im Jahr 1892 entdeckte Agnes Smith Lewis in der Bibliothek des Katharinenklosters das Palimpsest des Syrus Sinaiticus: Eine fast vollständige spätantike altsyrische Übersetzung der vier Evangelien war in frühbyzantinischer Zeit mit Heiligenbiografien überschrieben worden. Smith Lewis kehrte ein Jahr später mit einem Team von Fachleuten auf den Sinai zurück, um das Manuskript zu fotografieren und zu transkribieren. Das Original verblieb in der Klosterbibliothek.

### Britische Verwaltung (1907–1922)
Erzbischof Porphyrios II. wandte sich 1912 an Adolf von Harnack mit der Einladung, den Koptologen Carl Schmidt und den Orientalisten Bernhard Moritz mit der wissenschaftlichen Ordnung der Klosterbibliothek und Erforschung der griechischen und orientalischen Handschriften zu beauftragen. Die Kirchenväter-Kommission der Preußischen Akademie der Wissenschaften entsandte beide im Frühjahr 1914. Die Erwartung, altchristliche Handschriften zu finden, erfüllte sich nicht, doch wurden unter anderem Septuaginta-Manuskripte fotografiert, und Moritz erschloss die im Klosterarchiv aufbewahrten arabischen Urkunden. Als Schmidt und Moritz auf der Rückreise waren, begann der Erste Weltkrieg, und sie mussten das gesamte Expeditionsgut in Suez zurücklassen. Ihre fotografische Dokumentation der Manuskripte ist verschollen. Moritz veröffentlichte einzelne Urkunden.

### Königreich und Republik Ägypten (1922–1967)

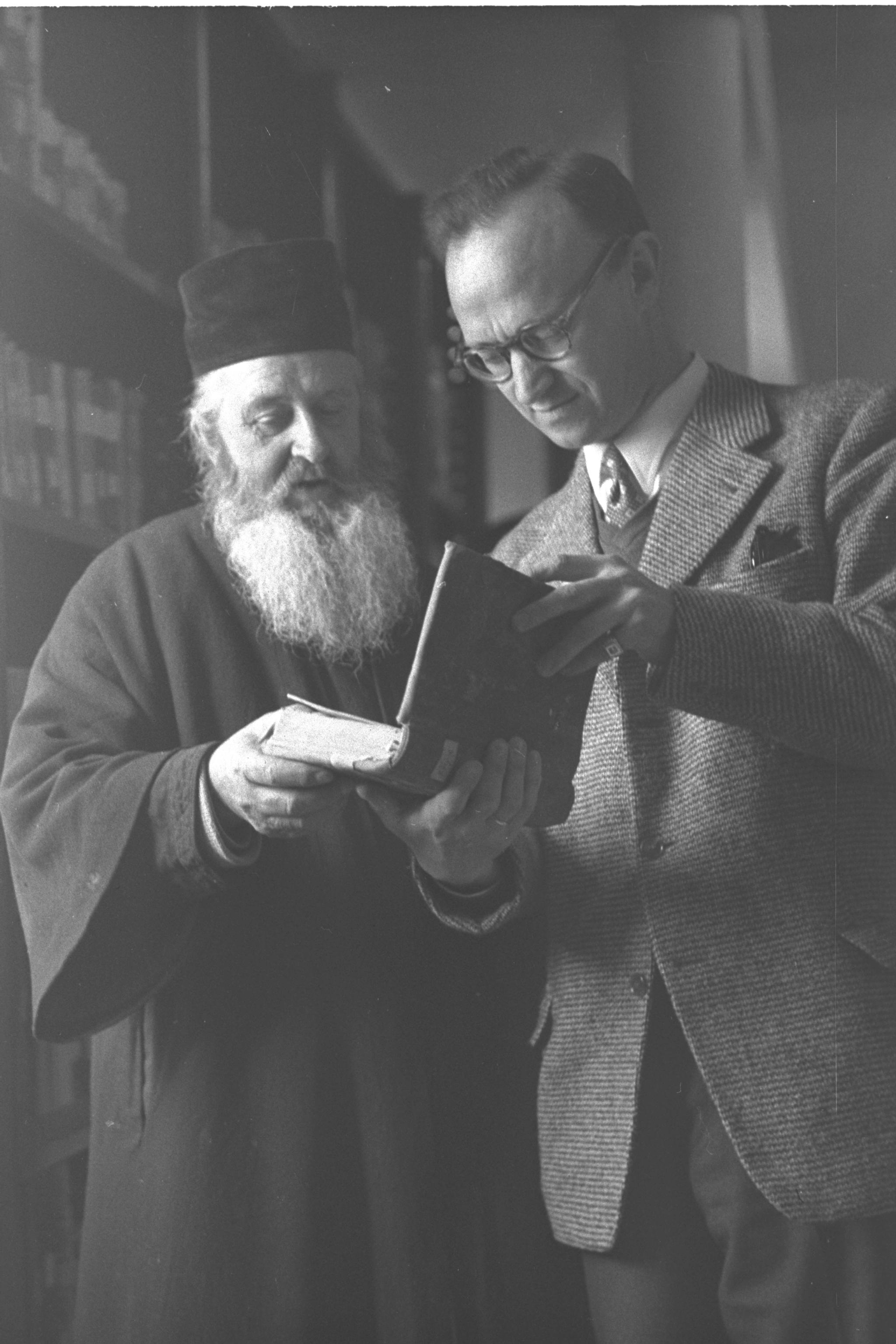
Archimandrit Christophoros und UNESCO-Repräsentant Gérard Garitte in der Klosterbibliothek (1957)

In den 1940er Jahren wurde entlang der Innenseite der südwestlichen Umfassungsmauer ein langgestreckter Neubau errichtet. Darin befinden sich moderne Mönchszellen, Gästezimmer, Küche und Refektorium. Im zweiten Obergeschoss erhielt der Neubau große Bibliotheksräume. Obwohl die Bibliothek des Katharinenklosters hinsichtlich der Buchbestände sehr alt ist, ist sie seither in einem modernen, architektonisch nicht bemerkenswerten Gebäude aufgestellt. Im Jahr 1950 wurden die Bestände der Bibliothek erstmals von einem Team im Auftrag der US-amerikanischen Library of Congress in Zusammenarbeit mit der Farouk-Universität Alexandria verfilmt: „In weniger als sechs Monaten wurden fast eine halbe Million Blätter von Manuskripten in zwölf Sprachen auf Mikrofilm dokumentiert.“ Bei dieser Expedition wurde der Codex Arabicus entdeckt, ein syrisch-griechisch-arabischer Palimpsest.
Zwischen 1962 und 1964 lebte Paisios vom Berg Athos als Asket im Katharinenkloster. Er unterstützte die Beduinen, indem er ihnen vom Erlös seiner Holzarbeiten Nahrung kaufte.

### Israelische Verwaltung (1967–1982)
Nach dem Sechstagekrieg besetzte Israel die Sinai-Halbinsel. Der Erzbischof vom Sinai zog sich in den Folgejahren in die Kairoer Niederlassung zurück. Unter israelischer Verwaltung liefen zahlreiche wissenschaftliche Untersuchungen an. Eines dieser Projekte war die Verfilmung jener Manuskripte der Klosterbibliothek, die 1950 nicht bearbeitet worden waren. Nach einem Survey durch die Jüdische National- und Universitätsbibliothek wurden 1967/68 mit dem Einverständnis des Erzbischofs etwa 1.600 Manuskripte auf Mikrofilm dokumentiert.

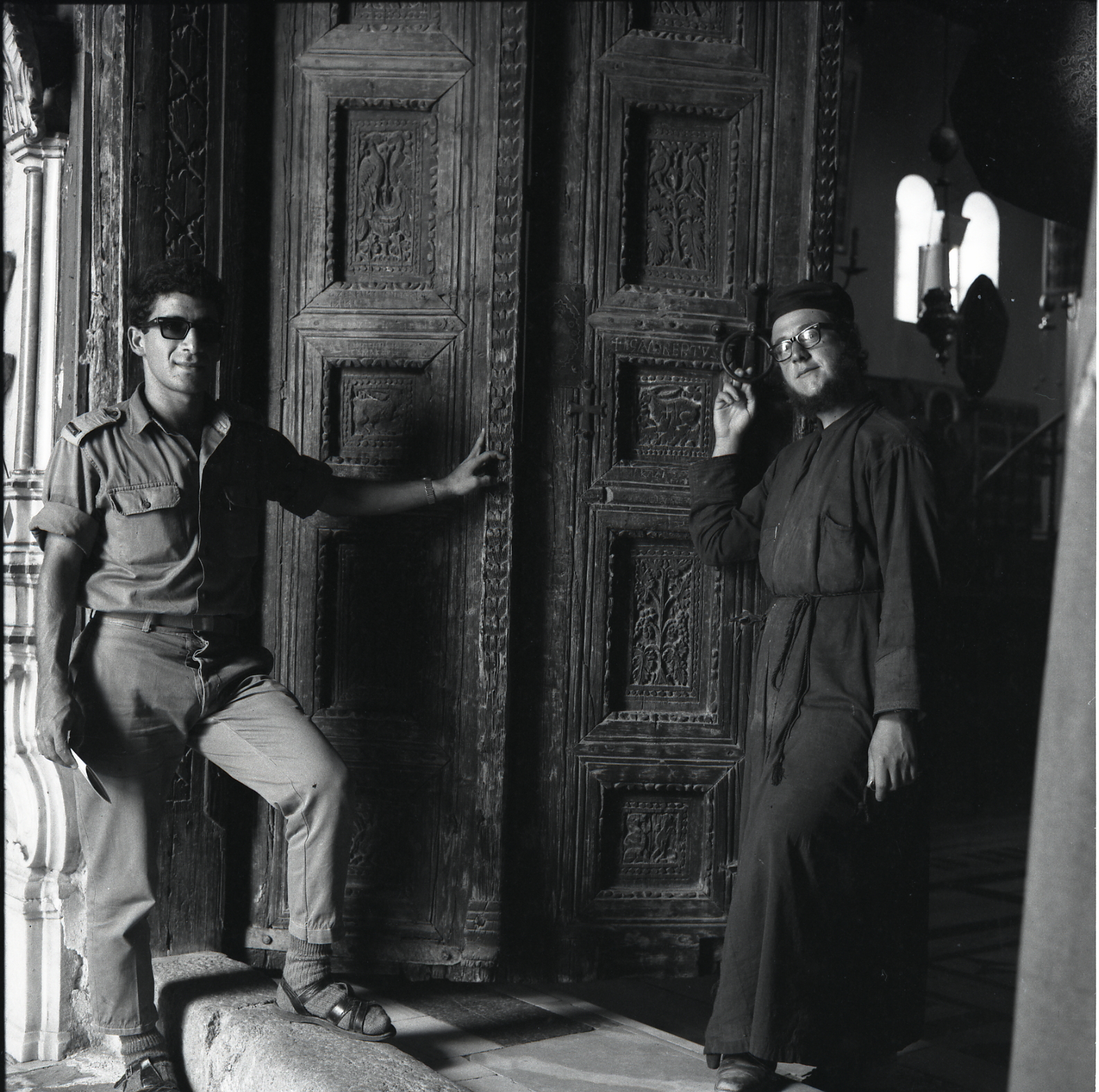
Ein Soldat und ein Mönch (Boris Carmi, 1967). Im Hintergrund die mit Schnitzereien verzierte Zypressenholztür zum Naos der Theotokos-Kirche, 6. Jahrhundert

Die israelischen Verteidigungsstreitkräfte richteten einen kleinen Außenposten auf dem Gelände des Katharinenklosters ein. Die israelische Zivilverwaltung setzte in den Folgejahren im Süden der Sinai-Halbinsel viele Infrastrukturprojekte zugunsten der Beduinen um: Brunnen, Schulen, Kliniken, Werkstätten usw. Dieser Modernisierungsschub betraf auch das Dorf al-Milga, das von Jabalija-Beduinen bewohnt wurde. Diese lebten seit Jahrhunderten in einer Koexistenz mit den Mönchen, was sich in ritualisierten Kontakten und Geschenken ausdrückte. Nun wurde al-Milga zum Bildungs- und Gesundheitszentrum für den Südsinai ausgebaut. Das Kloster trat dafür 1970 Landbesitz ab, und die israelische Präsenz verlagerte sich im Gegenzug aus dem Kloster nach al-Milga. „Diese Entwicklungsarbeit hatte die Anziehungskraft eines Magneten und lockerte das Beziehungsgeflecht zwischen Beduinen und Mönchen. Dieser Prozess der Entfremdung wurde forciert durch das zweite Element der Strategie: das Einbinden der Beduinen als Arbeitskräfte beim Aufbau der israelischen Enklave im Tal von al-Raaba.“
Das Katharinenkloster war nun in den israelischen Pauschaltourismus einbezogen (Drei-Tages-Bustour: Eilat – Scharm al-Scheich – Katharinenkloster – Flughafen Abu Rudeis). Daneben wurde auch ein nationaler Tourismus in die Berglandschaft rings um das Kloster vorbereitet. Es gab nämlich bislang keine jüdische Pilgertradition zum Dschebel Musa. Dies sollte sich durch die Feldschule Zukei David in direkter Nachbarschaft des Klosters ändern: Vergleichbar mit den Touren nach Masada, sollte auch die geführte Wanderung auf den Moseberg zur zionistischen Tradition werden. Nach dem Jom-Kippur-Krieg war der Südsinai bis Oktober 1974 militärisches Sperrgebiet. Die Feldschule hatte danach eine zunehmend ökologische und internationale Ausrichtung, die Intellektuelle und Künstler anzog.
Nach einem Feuer im Nordosten des Klostergeländes fanden im Mai 1975 Restaurierungsarbeiten statt. Dabei wurden im St.-Georgs-Turm der Nordmauer im Schutt Reste von über 1000 Codices entdeckt.

### Republik Ägypten (seit 1982)
Seit 2002 gehört das Kloster mit seiner Umgebung zum UNESCO-Welterbe. Es liegt im Kerngebiet des 1988 ausgewiesenen St.-Katharina-Nationalparks.
Erstmals seit 1982, als Ägypten den Südsinai wieder in Besitz nahm, ordneten die Behörden im September 2013 die Schließung des Katharinenklosters aus Sicherheitsgründen an; vorausgegangen war eine Reihe von Anschlägen gegen christliche Einrichtungen. Für die in der Nachbarschaft wohnenden Beduinen, aber auch für das Kloster selbst, führten die fehlenden Einnahmen aus dem Tourismus zu finanziellen Problemen. Nach drei Wochen konnten die Klostertore wieder geöffnet werden. Die ägyptischen Sicherheitskräfte hatten eine massive Präsenz eingerichtet.
Am 18. April 2017 kam es zu einem Angriff auf einen Kontrollposten vor dem Kloster. Mehrere Bewaffnete eröffneten das Feuer, töteten einen Polizisten und verletzten drei weitere. Als die Beamten das Feuer erwiderten, konnten die Angreifer flüchten. Die Terrormiliz Islamischer Staat bekannte sich zu dem Vorfall.
Nach dreijährigen Restaurierungsarbeiten wurde die Klosterbibliothek im Dezember 2017 mit einer Zeremonie wieder eröffnet. Auch das Apsismosaik in der Theotokoskirche war restauriert worden. Anfang 2022 wurde das Great Transfiguration Project zur Verbesserung der touristischen Infrastruktur der Stadt St. Katharina vorgestellt, welches unter der Schirmherrschaft des ägyptischen Präsidenten Abd al-Fattah as-Sisi steht.
Ende Mai 2025 dementierte das ägyptische Außenministerium Presseberichte, denen zufolge das Kloster enteignet und in ein Museum umgewandelt werden solle. Die griechisch-orthodoxe Klostergemeinschaft behalte das Nutzungsrecht, der autonome Status des Klosters bleibe geschützt. Präsident as-Sisi betonte, die geplante Erschließung der Region für den Tourismus werde die Heiligkeit des Ortes nicht gefährden.

## Baubeschreibung

Plan des Katharinenklosters

### Mauern und Tore

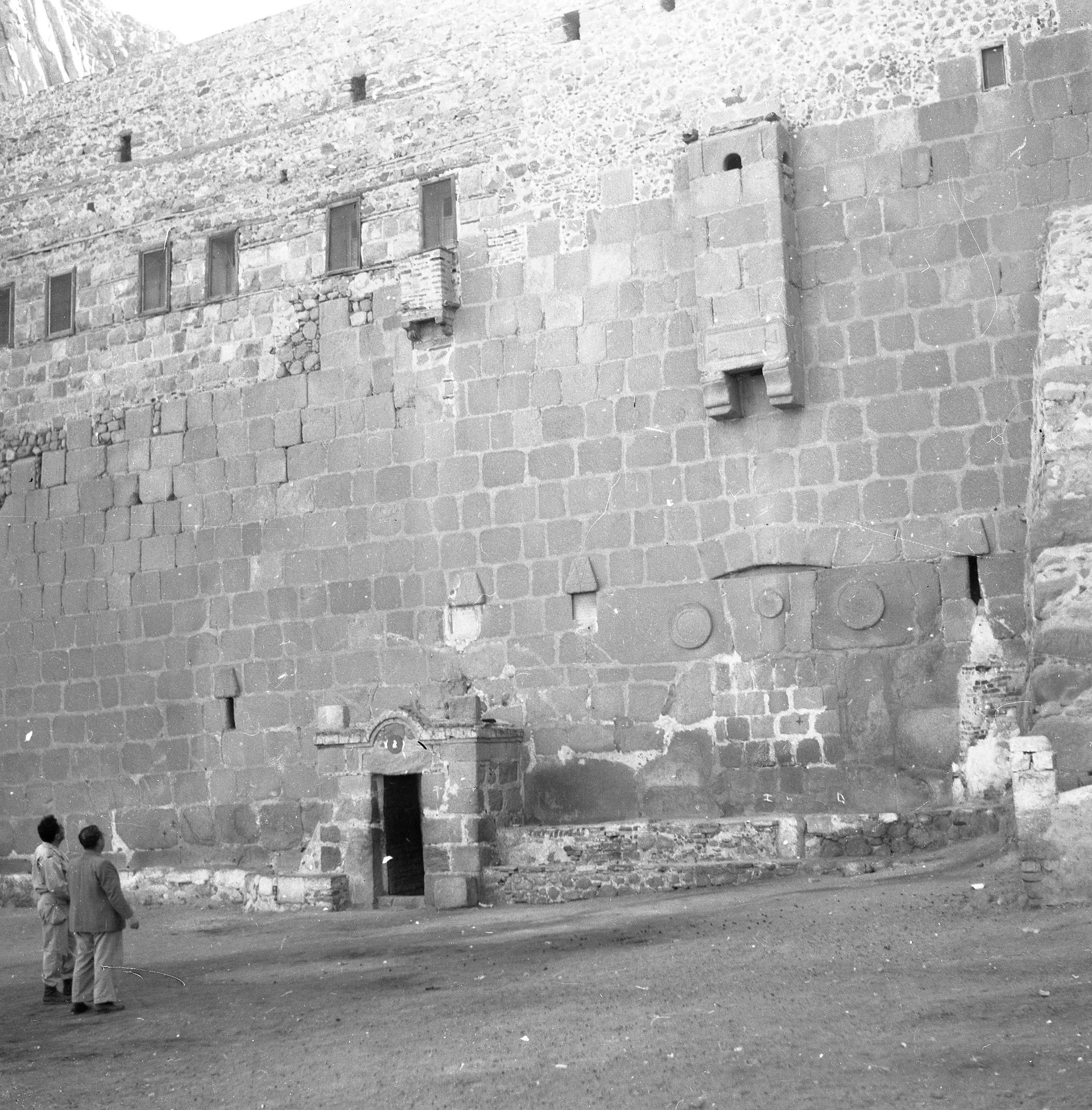
Eingang mit Vorbau, vermauertes Hauptportal

In der Umgebung gebrochene, geglättete Granitquader mit einer Außenfläche von etwa 0,55 × 0,65 m dienten als Baumaterial der justinianischen Umfassungsmauern, die eine Fläche von 6030 Quadratmetern umgaben:
- Nordwestmauer: 74,80 m; etwa 2 m breit
- Nordostmauer: 87,50 m; etwa 2 m breit
- Südostmauer: 73,50 m; etwa 2 m breit; in der Mitte ein Latrinenturm
- Südwestmauer: 80,50 m; etwa 2,75 m breit; in der Mitte ein wenig vorspringender Wehrturm

Der Haupteingang war ein heute zugemauertes Portal in der Mitte der Nordwestmauer, eine einfache Durchfahrt ohne flankierende Türme, etwa 3 m hoch und 1,60 m breit. Der Torgang war überwölbt und besaß ein profiliertes Kämpfergesims. Auf der Innenseite sind Reste der originalen Türblätter aus Zypressenholz vorhanden. Sie wurden dendrochronologisch ins 12. Jahrhundert datiert. Als Fassadenschmuck des Haupteingangs sind drei eingemeißelte Rundmedaillons zu sehen. Nördlich davon befindet sich der heutige Zugang, ursprünglich ein Seitentor. Den kleinen Vorbau des heutigen Eingangs ließ Erzbischof Kyrillos 1861 errichten. Über dem vermauerten Haupttor und dem Seitentor ist jeweils mittig ein Wehrerker angebracht. Über dem Maschikuli erkennt man eine Tabula ansata, die folgende griechische Inschrift trägt:
- † Αὕτη ἡ πύλη | κυρίου, δίκαιοι εἰσελεύσοντ | αι ἐν αὐτῇ † Ἰουστινια | νοῦ αὐτοκράτορος | [το]ῦ φιλοκτίστου „Dies ist das Tor des Herrn, Gerechte werden durch es eintreten (vgl. Psalm 117,20LXX). Von dem Bauwerke liebenden Kaiser Justinian.“[76]

In der Nordwand befindet sich in etwa zehn Metern Höhe eine Tür, die von 1600 bis 1861 den einzigen Zugang zum Kloster bildete. Über ihr war seit 1791 eine hölzerne Winde installiert, mit der Personen und Güter hinaufbefördert wurden.
Die Südwestmauer weist an der Außenseite Steinmetzarbeiten des 6. Jahrhunderts auf; auf der Innenseite der Südwestmauer gibt es eine ebenfalls bauzeitliche, tonnengewölbte Mauerkapelle mit Apsis, in der als Fresko ein juwelenbesetztes Kreuz zu sehen ist. „Die Seitenwände sind mit imitierter Marmoreinlegearbeit in rein klassischer Tradition verziert, das Tonnengewölbe ist in antiker Manier kassettiert, die Vogel- und Rosettenfelder sind von Girlanden unterteilt.“ Die bauzeitlichen Wohn-, Wirtschafts- und Vorratsräume wurden wahrscheinlich als Kasematten, von denen noch Spuren erhalten sind, entlang der Umfassungsmauer aufgeführt: im Erdgeschoss aus Quadern, darüber aus Lehmziegeln.

### Theotokos-Kirche

#### Architektur

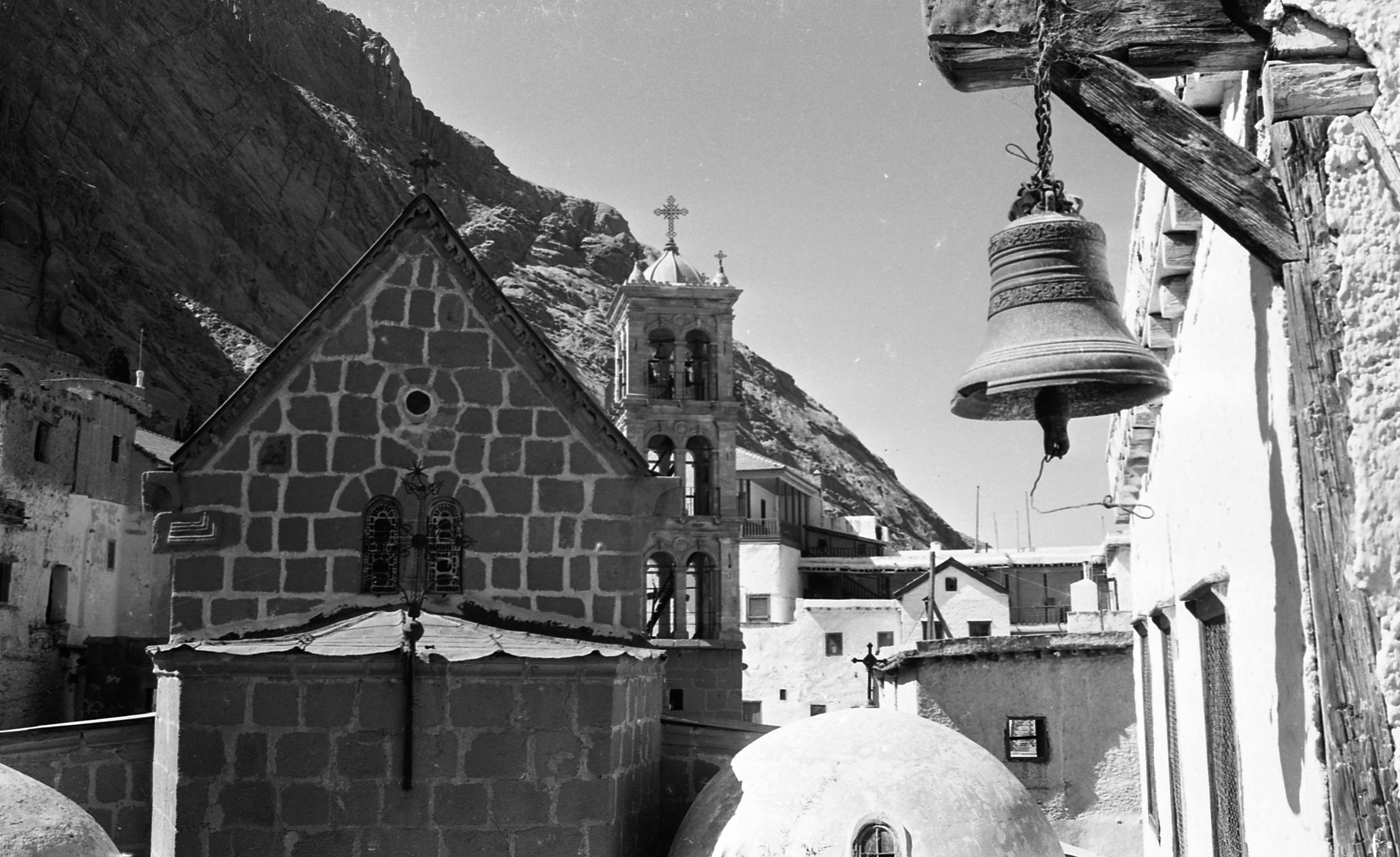
Ostgiebel mit Apsisfenstern, Dornbuschkapelle

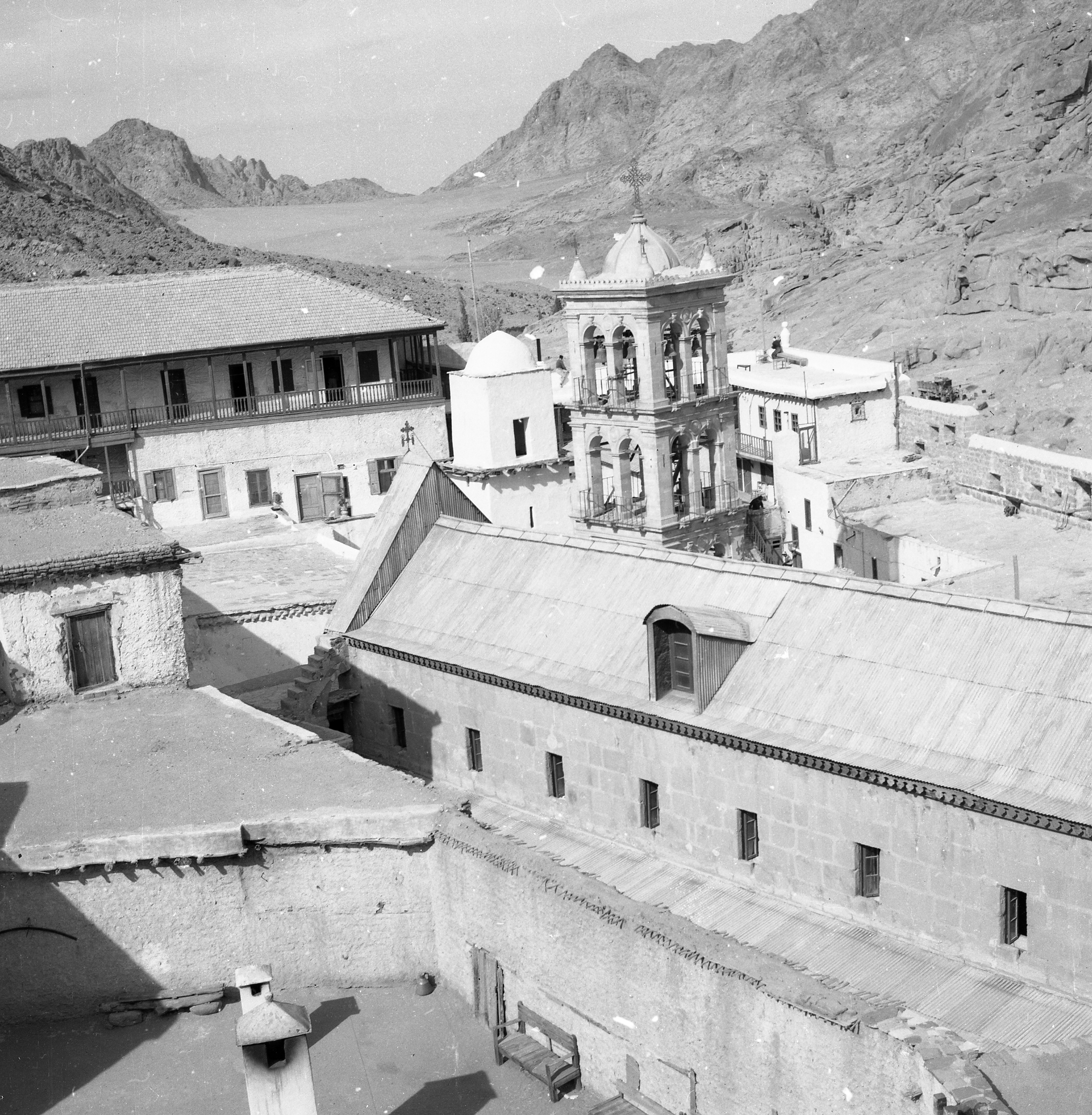
Kirchendach

Die Bauachse der Hauptkirche (καθολική katholikḗ) des Katharinenklosters ist streng ost-westlich ausgerichtet, im Gegensatz zur Gesamtanlage der justinianischen Klosterfestung, die dem Gelände angepasst ist. Die Basilika ist etwa 20 m breit und misst von der Westwand innerhalb des Narthex bis zur Außenwand der Apsis 34 m in der Länge.
Ost- und Westgiebel der Basilika sind erhalten und zeigen, dass die Dachneigung im spätantiken Orient viel steiler war als in der klassischen Antike. Welches Material im Ägypten der justinianischen Zeit als Dachhaut diente, ist unbekannt. Dachziegel wurden bei Ausgrabungen nicht gefunden. Möglicherweise wurde auf die Sparren eine Verbretterung aufgenagelt und diese mit flachen Steinplatten belegt, schließlich eine Schutzschicht von Kalkmörtel oder opus signinum darübergestrichen. Die gleiche Dachhaut ist auch bei den Flachdächern der Seitenschiffe anzunehmen. An der Nordseite haben sich Reste einer niedrigen Brüstung mit Regenwasserausflüssen (parapetto) erhalten.
Wie im frühchristlichen Kirchenbau allgemein üblich, dienen Obergaden an den Seitenwänden dazu, die Lichtverhältnisse im Kircheninneren zu verbessern. In Ägypten ist es seltene Ausnahme, dass frühbyzantinische Kirchenmauern bis in diese Höhe erhalten sind.

#### Innenraum und Ausstattung

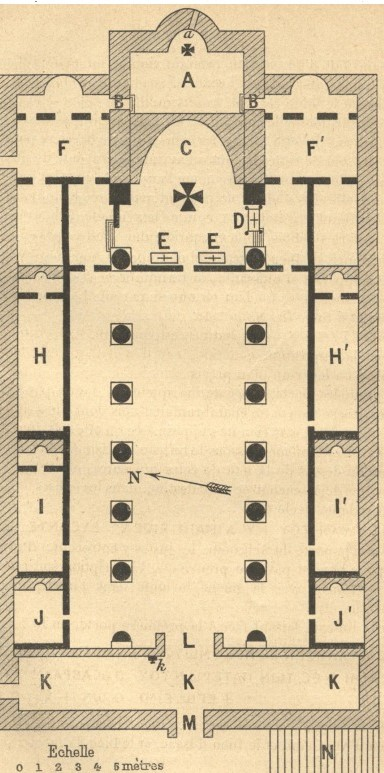
Grundriss der Theotokos-Kirche (1897)

Der Narthex der Kirche (K) ist ein westlich vorgelagerter geschlossener Querraum; sowohl die Außentür als auch der Durchgang in den Naos der Kirche sind etwas aus der Bauachse verschoben, wahrscheinlich weil der Baugrund unregelmäßig war. Dieser Vorraum wird durch eine Tür aus der Fatimidenzeit (M) betreten. Von dort aus gelangt man durch das Hauptportal (L) und zwei flankierende kleinere Eingänge in den Kirchenraum. Die reich geschnitzte, doppelt klappbare Zypressenholztür des Hauptportals (3,63 m hoch, 2,40 m breit) öffnet sich zum Mittelschiff. Sie ist „eine der sehr wenigen noch erhaltenen Holztüren aus frühchristlicher Zeit“ und zeigt Tiere, Vögel und Blütenornamente. Dendrochronologisch wurde sie ins 6. Jahrhundert datiert. Am Türsturz befindet sich folgende Inschrift:
- (Senkrechte Fläche:) Καὶ ἐλάλησεν κ(ύριο)ς πρὸς Μωυσῆν ἐν τῷ τόπῳ τού τοῳ λέγων | ἐγὼ εἰμὶ ὁ θ(εὸ)ς τῶ(ν) πατέρων σου, ὁ θ(εὸ)ς Ἀβρααμ κ(αὶ) ὁ θ(εὸ)ς Ἰσαὰκ | κ(αὶ) ὁ θ(εὸ)ς Ἰακώβ. | † Ἐγώ εἰμι ὁ ὤν. † „Und Gott sprach zu Mose an diesem Ort: Ich bin der Gott deiner Väter, der Gott Abrahams und der Gott Isaaks und der Gott Jakobs. Ich bin der Seiende.“[90]
- (Waagerechte Fläche:) Αὕτη ἡ πύλη τοῦ κ(υρίο)υ, δίκαιο(ι) εἰσε λεύσοντε ἐν αὐτῇ „Dies ist das Tor des Herrn, Gerechte werden durch es eintreten“ (vgl. Psalm 117,20LXX).

Die justinianische Basilika besitzt nach Einschätzung von George Forsyth noch ihren bauzeitlichen Dachstuhl, der auf dreizehn Holzträgern ruht. Peter Grossmann datiert zwar die Trägerbalken ins 6. Jahrhundert, die Dachkonstruktion jedoch stamme aus dem 19. Jahrhundert. Im 18. Jahrhundert wurden Holzpaneele zwischen den waagerechten Trägern als Flachdecke eingezogen. Auf der Unterseite dieser Träger sind noch die Gebälkschnitzereien des 6. Jahrhunderts (florale Ornamente, Land- und Wassertiere sowie Nilszenen) erkennbar. Die Paneele überdecken geschnitzte Stifterinschriften auf den Seitenflächen der Träger, welche das Kaiserpaar Justinian und Theodora sowie Stephanos von Aila, den Baumeister der Kirche, nennen:
- † Ὑπὲρ σωτηρίας τοῦ ἐυσεβ(εστάτου) ἡμῶν βασιλέως Ἰουστι νιανοῦ † „Für die Erlösung unseres überaus frommen Königs Justinian.“
- † Ὑπὲρ μνήμης καὶ ἀνα παύσεως τῆς γενα μένης ἡμῶν βασι λίδος Θεοδώρας † „Zum Gedächtnis und für die Ruhe unserer gewesenen Königin Theodora.“
- † Κ(ύρι)ε ὁ θ(εὸ)ς ὁ ὀφθεὶς ἐν τῷ τόπῳ τούτῳ, σῶσον καὶ ἐλέησον τὸν δοῦλον σου Στέφανον Μαρ | τυρίου, δι(ά)κο(νον) καὶ τέκτονα Ἀιλήσιον, καὶ ἀνάπαυσον τὰς ψυχὰς τῶν τέκνων ἀυτοῦ Γεοργ(ίου) καὶ Νόννας. „Herr, Gott, der du auf diese Stätte siehst, erlöse und erbarme dich deines Dieners Stephanos von Aila, des Sohnes des Martyrios, des Diakons und Baumeisters, und gib Ruhe den Seelen seiner Kinder Georgios und Nonna.“

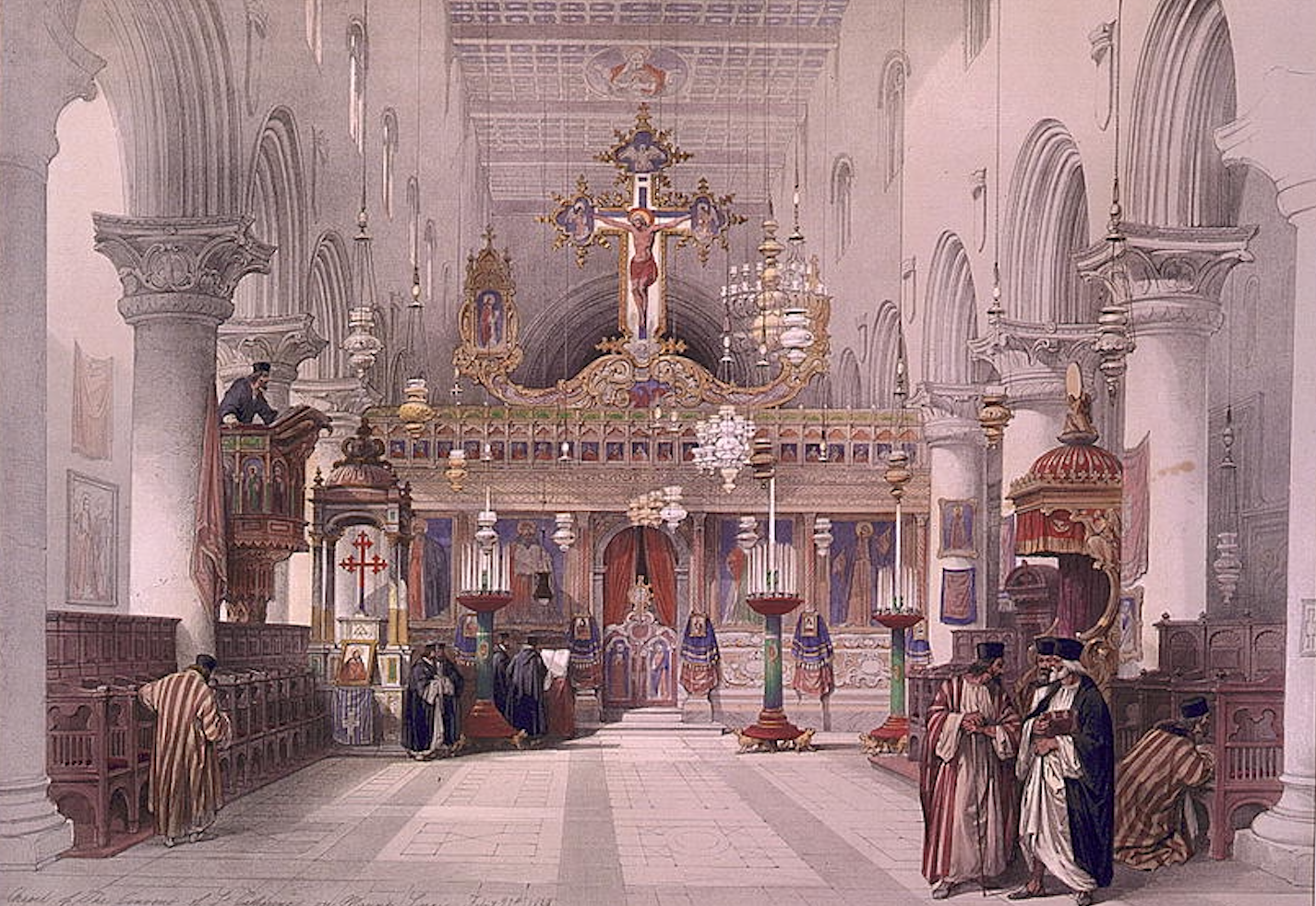
Mittelschiff (1844)

Der Naos ist durch zwölf Granitsäulen mit bauzeitlichen Kapitellen in drei Schiffe geteilt. Die Keilsteinbögen der Arkaden sind in situ erhalten.
Der originale Fußboden der Kirche wurde im Jahr 1401 von mamlukischen Soldaten zerstört. Im Hauptschiff ist der Fußboden erhalten, den ein Künstler aus Damaskus 1583–1592 verlegte und der 1714–1715 restauriert wurde. Den Fußboden der Apsiden und des Narthex ließ Prokopios, der damalige Skevophylax des Klosters, im Jahr 1766 neu verlegen.
Recht ungewöhnlich für eine frühbyzantinische Kirche, gibt es an der Nord- und Südwand mehrere Kapellen und Nebenräume, von West nach Ost:
- im Norden: Kapelle der heiligen Marina (J), Kapelle des heiligen Konstantin und der heiligen Helena (I), Kapelle des heiligen Antipas (H); Sakristei
- im Süden: Kapelle der Heiligen Kosmas und Damian (J), Kapelle des heiligen Symeon Stylites (I), Kapelle der heiligen Anna und des heiligen Joachim (H); Schatzkammer

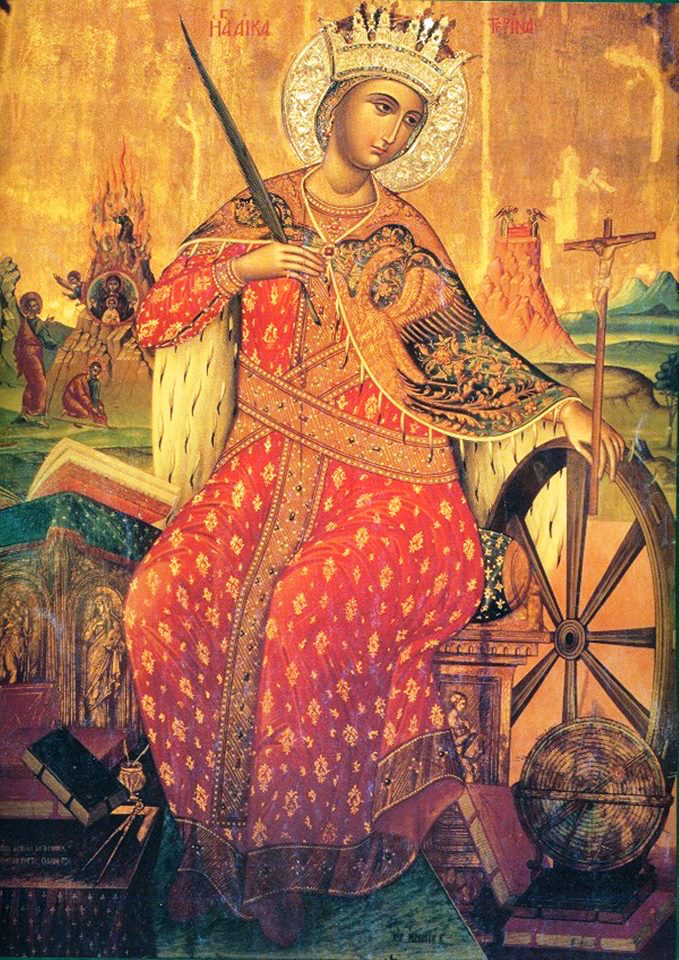
Katharinenikone (1612)

Die Ikonostase ist eine kretische Arbeit von 1612. Beiderseits der Königlichen Pforte befinden sich vier große Ikonen, von denen drei eine Deesis-Gruppe bilden: Christus zwischen der Jungfrau Maria und Johannes dem Täufer. Die vierte Ikone zeigt die heilige Katharina von Alexandria in kostbaren Gewändern und mit Krone, umgeben von Symbolen ihrer Bildung und dem Rad als Symbol ihres Martyriums. Diese vier Ikonen sind Werke des Jeremias von Kreta (1612).
Im Altarraum steht der marmorne, auf sechs Säulen ruhende Altar des 6. Jahrhunderts. Er wurde 1675 durch Stamatios von Athen mit einem Gehäuse umkleidet, welches Einlegearbeiten aus Elfenbein und Perlmutt aufweist. Marmorne Chorschranken bzw. Reste davon, die im justinianischen Bau die Funktion der Ikonostase erfüllten, befinden sich im Altarraum. Zwei Marmorplatten zeigen jeweils das Motiv des Kreuzes flankiert von Hirschen. Rechts vom Altar steht unter einem Baldachin der marmorne Schrein der heiligen Katharina, in seiner jetzigen Form ein Werk des 18. Jahrhunderts (D).

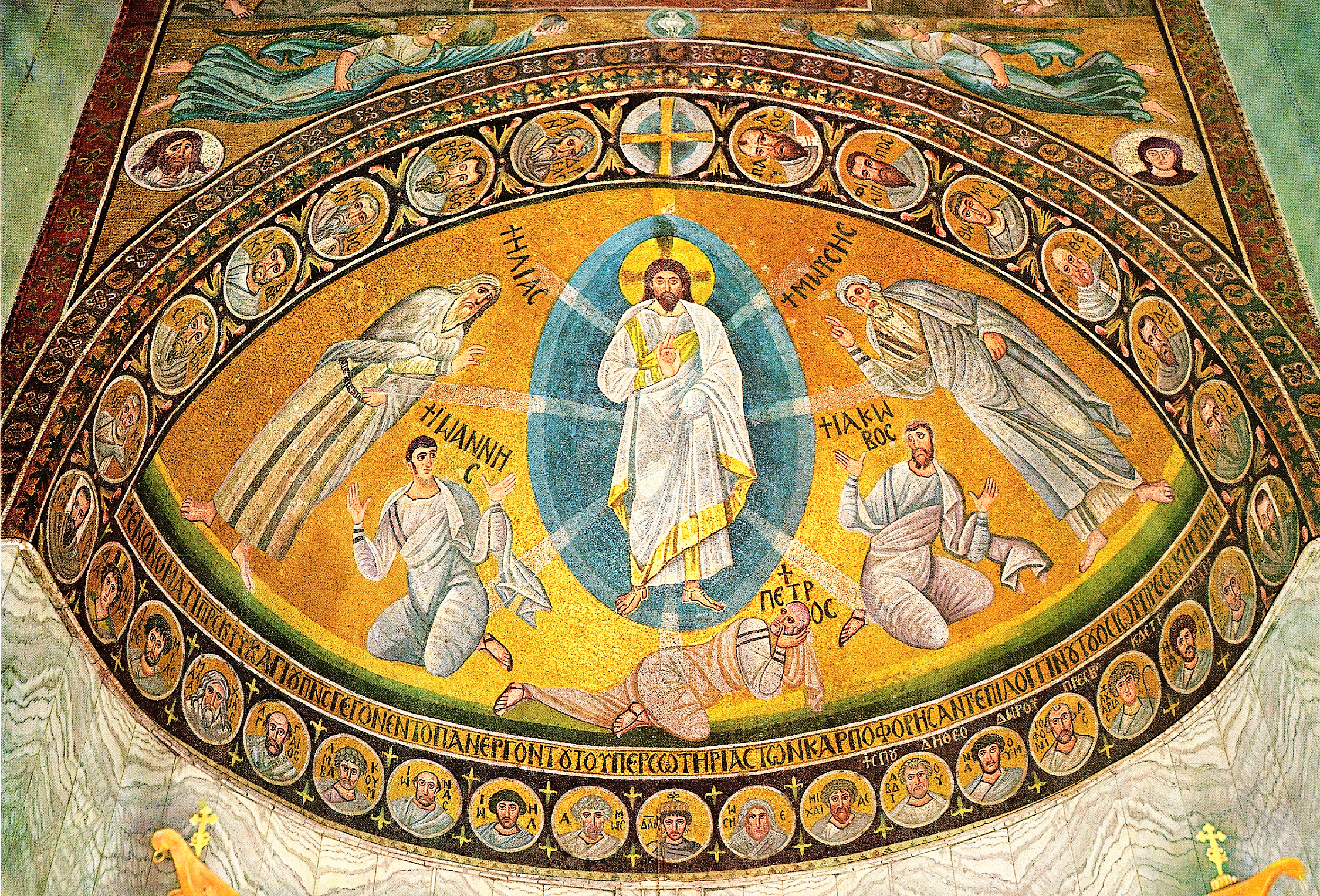
Apsismosaik: Verklärung

Einzig in der Theotokoskirche des Katharinenklosters hat sich das gesamte Programm der Wandverkleidung eines frühchristlichen Kircheninnenraums erhalten. Auch die marmorne Presbyterbank mit dem Bischofsthron in der Mitte ist bauzeitlich. Die Inkrustation des Altarraums (C) ist hochwertig. Die Platten aus prokonnesischem Marmor wurden so verlegt, dass sich ihre Strukturierung zu Mustern fügt, die an Fabelwesen erinnern. Im Apsisgewölbe und auf der Wandfläche darüber blieben über der Marmorinkrustation die bauzeitlichen Mosaiken erhalten. Das zentrale Motiv des Apsismosaiks ist die Verklärung des Herrn, eine streng symmetrische Komposition: Christus in der Mandorla, von der silberne Strahlen ausgehen, zu beiden Seiten Mose und Elia, zu seinen Füßen die drei Apostel Petrus (Mitte), Jakobus und Johannes. Die Figur des Mose stellt die Verbindung zur Ortstradition des Klosters her. Die Meisterschaft des wohl aus Konstantinopel stammenden Mosaizisten zeigt sich in der unterschiedlichen Charakterisierung der Personen. Bei Christus ist durch „ziemlich abstrakte Züge“ die Gottheit betont, Mose ist eher meditativ, Elia emotional dargestellt. Im Vergleich mit den Mosaiken von Ravenna wirken diese sinaitischen Mosaiken „mehr wie Malerei und deuten damit auf die Tradition des hellenisierten Ostens.“
Gerahmt ist diese Darstellung durch eine Reihe von Brustbildern der zwölf Apostel und 16 Propheten. Im Scheitelpunkt oben ist ein Kreuz zu sehen, den in der Mittelachse unten ein Bild König Davids entspricht: ein Hinweis auf die zwei Naturen Christi. An den Ecken sind zwei ausdrucksvolle Porträts zu sehen, „rechts des energischen Abts Longinus und links des asketischen Johannes Diaconus.“ Über den Medaillons mit den Prophetenbildnissen verläuft folgende Inschrift:
- † Ἐν ὀνόματι π(ατ)ρ(ὸ)ς κ(αὶ) ὑ(ιο)ῦ κ(αὶ) ἁγίου πν(εύματο)ς. γέγονεν τὸ πᾶν ἐργον τοῦτο ἡπὲρ σωτηρίας τῶν καρποφορσαντ(ῶν), ἐπὶ Λογγινου τοῦ ὁσιωτ(άτου) πρεσβ(υτέρου) κ(αὶ) ἡγουμ(ένου) † | † Σπουδῇ Θεοδώρου πρεσβ(υτέρου) κ(αὶ) δευτεραρίου, ἠνδ(ικτιῶνος) δΐ † „Im Namen des Vaters und des Sohnes und des Heiligen Geistes. Dieses ganze Werk wurde geschaffen für die Erlösung derer, die Frucht bringen, unter dem überaus gottesfürchtigen Longinus, Priester und Hegumen. Durch den Fleiß des Theodoros, des Priesters und Deuterarios,[105] Indiktion 14.“

Den Triumphbogen schmücken zwei Engel, die Weltkugel und Zepter dem Lamm Gottes darreichen. Dieses Motiv entspricht den Siegesgöttinnen auf römischen Triumphbögen, welche dem Kaiser diese Attribute reichen. Darunter befinden sich Brustbilder der Jungfrau Maria und Johannes des Täufers. Es handelt sich dabei um die früheste erhaltene Darstellung einer Deësis. Oberhalb dieser Bildzone befinden sich in der Mittelachse zwei Apsisfenster mit Rundbögen, flankiert von zwei Mosaiken: Im linken oberen Feld sieht man Moses Berufung am brennenden Dornbusch, im rechten oberen Feld Mose, wie er das Gesetz in Gestalt einer Schriftrolle von Gott empfängt.
Wohl in frühislamischer Zeit wurde die Apsis durch zwei Gemälde in Enkaustik auf den die Apsis rahmenden Pilastern verziert. Sie sind künstlerisch weniger bedeutend als die Mosaiken und stellen zwei alttestamentliche Szenen dar, die typologisch auf den Opfertod Christi bezogen wurden: die Opferung Isaaks und die Opferung von Jiftachs Tochter.
Zu beiden Seiten des Altarraums befinden sich die Zugänge zu zwei Seitenkapellen,
- im Norden: Kapelle des heiligen Jakobus des Jüngeren (F)
- im Süden: Kapelle der heiligen Väter (F).

Die Apsis der Jakobuskapelle (F) wurde wohl in der zweiten Hälfte des 15. Jahrhunderts von byzantinischen Künstlern ausgemalt, die nach dem Fall Konstantinopels zum Sinai geflohen waren. Dargestellt ist die Jungfrau des Brennenden Dornbuschs, auf ihrer linken Seite der Apostel Jakobus und Johannes Chrysostomos, auf ihrer rechten Seite Basilius der Große und Mose. Darüber steht Christus und reicht ihnen ein Evangelium und eine Gesetzestafel hinab.

### Kapelle des Brennenden Dornbuschs

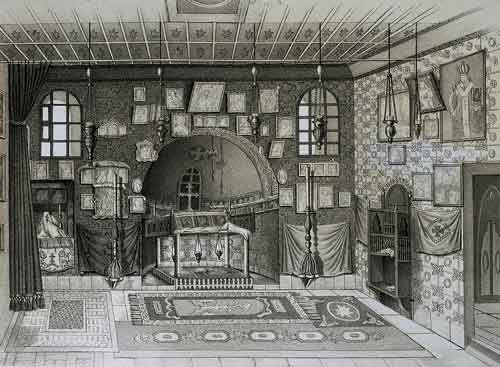
Dornbuschkapelle (1857)

Die Dornbuschkapelle (A) liegt hinter dem Chor der Theotokoskirche und muss als heiligster Ort des Klosters ohne Schuhe betreten werden. Ihr ursprüngliches Niveau lag erheblich niedriger als das Niveau des Kirchenfußbodens; der Zugang erfolgte vom Kircheninneren aus durch einen Treppenabgang im nördlichen Apsisnebenraum. Erst in der Frühen Neuzeit wurde das Bodenniveau angehoben und zwei Seitentüren (B, B) hinzugefügt. Die Wände des Innenraums sind mit blaugrünen İznik-Fayencen ausgekleidet; unter dem Altar weist eine brennende Lampe auf den Standort des Dornbuschs hin. Diese Stelle ist mit reliefierten, meist abendländischen Silberplatten (17. Jahrhundert) verkleidet.

### Moschee
Die heutige Moschee wurde im 6. Jahrhundert, so George Forsyth, als Gästehaus errichtet. Sie war ursprünglich ein zweigeschossiger Bau auf rechteckigem Grundriss, der von der Westseite aus durch einen eingeschossigen Vorraum betreten wurde. Zwei heute zugemauerte Türen führten vom Gästehaus in den kleinen Vorhof der Kirche. „Man sieht noch Reste der Türen, die einst die Räume im Obergeschoss verbanden, und Spuren des Fußbodens.“ Der Umbau zur Moschee fand im 11. Jahrhundert statt, indem an der Südwand Nischen eingefügt wurden, die die Richtung nach Mekka anzeigen. Eine Bauinschrift findet sich nicht, doch eine Inschrift des holzgeschnitzten Minbar datiert diesen ins Jahr 500 d. H. (1106 n. Chr.).
In der Nordwestecke der Moschee wurde im frühen 12. Jahrhundert ein Minarett errichtet, das noch seine originale Dachkonstruktion aus Palm-, Schwarzpappel- und Zypressenholz besitzt.

### Refektorium

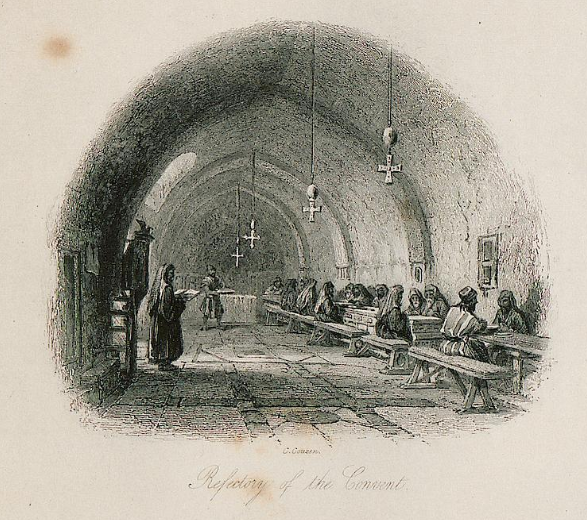
Refektorium (1840)

Das alte Refektorium (τράπεζα trápeza) schließt an die Südostecke der Kirche an und ist ein 17 m langer, 5 m breiter tonnengewölbter Saal, der vier Arkaden aufweist und mit Fresken ausgemalt ist, darunter ein Jüngstes Gericht (1573) und eine Erscheinung der Trinität bei Abraham (1577). Während das Katharinenkloster zahlreiche Ikonen kretischer Künstler besitzt, ist das Jüngste Gericht das einzige Beispiel kretischer Freskenmalerei. Die Einrichtung besteht aus zwei langen Tischen mit ornamentalen Renaissanceschnitzereien.

### Sonstige Klostergebäude
Die heutige Küche und die Wirtschaftsgebäude in der Ostecke der Klosteranlage wurden über einer Küche aus dem 6. Jahrhundert errichtet.
Entlang der südöstlichen Mauer sieht man Mönchswohnungen, die durch Veranden verbunden sind. In der Nordecke der Klosteranlage befinden sich Wohn- und Empfangsräume der Klostervorsteher.

## Ikonensammlung

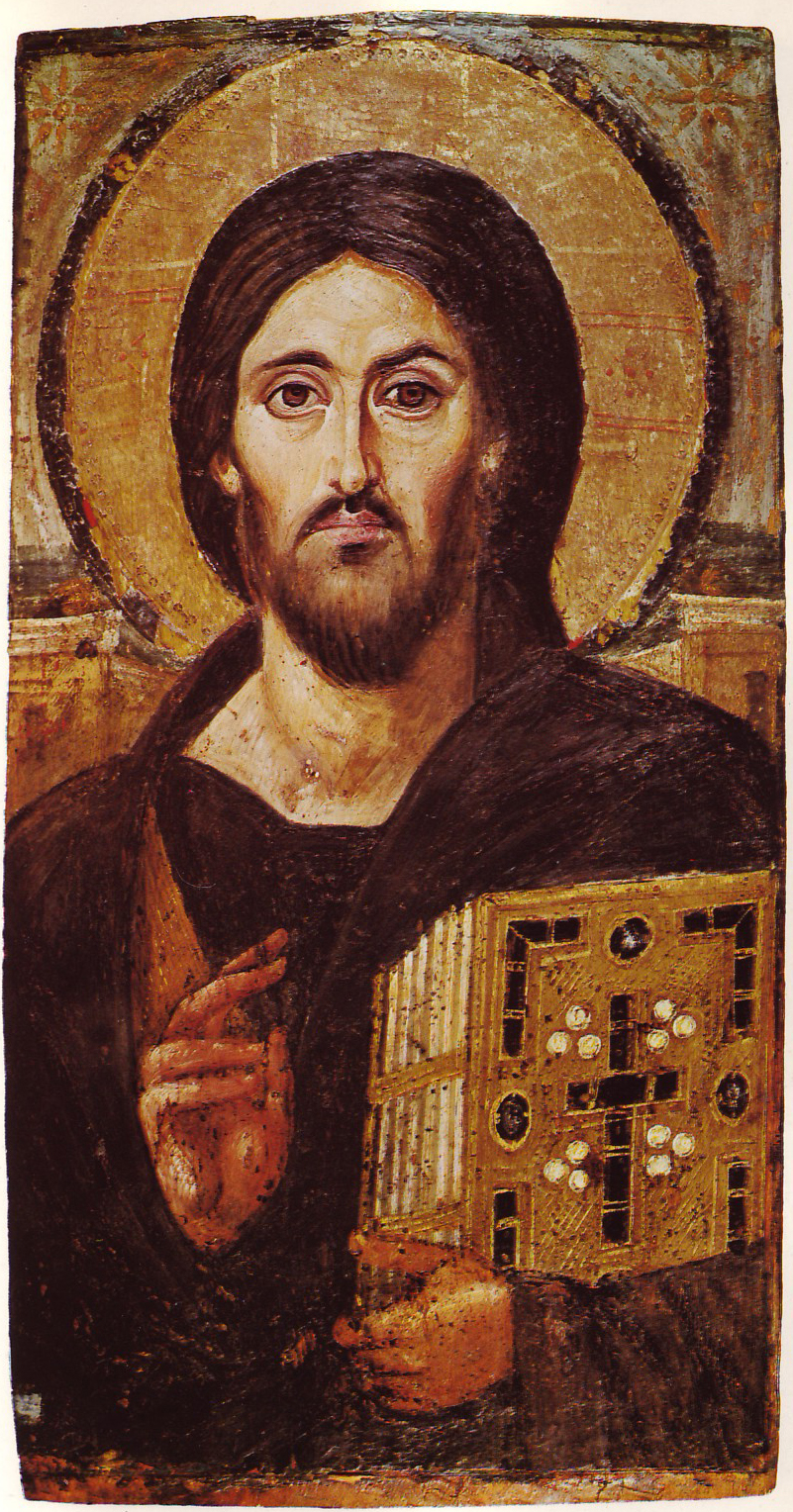
Christus-Pantokrator-Ikone

Die Ikonensammlung des Katharinenklosters ist einzigartig, sowohl in ihrer Qualität und Vielfalt als auch in ihrem Umfang. Vom 6. Jahrhundert bis zur Moderne ist jede Epoche der Ikonenmalerei vertreten. Kurt Weitzmann zählte 2044 Ikonen, darunter einige in den Kapellen der Umgebung, von denen die künstlerisch wertvollen seitdem zu ihrer Sicherheit ins Kloster gebracht wurden. Im Einzelfall ist nicht zu entscheiden, ob die Ikonen als kostbare Geschenke zum Sinai kamen oder ob sie von andernorts ausgebildeten Künstlern im Katharinenkloster geschaffen wurden; einen eigenen sinaitischen Stil der Ikonenmalerei gibt es nach Weitzmann nicht. Ikonen, die speziell für das Sinaikloster angefertigt wurden, zeigen typische Motive: 1. die Gottesmutter des Brennenden Dornbuschs, 2. Mose am Brennenden Dornbusch oder beim Empfang des Gesetzes oder 3. die heilige Katharina von Alexandria.
Die Sammlung besitzt sehr frühe Ikonen, die in der Zeit Justinians oder seiner Nachfolger in der spätantiken Wachsmaltechnik ausgeführt wurden, darunter drei Spitzenwerke, bei denen vermutet wird, dass sie in Konstantinopel geschaffen wurden und vielleicht als kaiserliche Geschenke auf den Sinai kamen:
- Christus Pantokrator
- Theotokos zwischen den Heiligen Theodor und Georg
- Heiliger Petrus

Die Ikone des Christus Pantokrator wurde erst durch ihre Restaurierung 1962, bei der Schichten späterer Übermalung entfernt wurden, bekannt. Christus wendet sich dem Betrachter frontal zu. Die rechte Hand ist im Segensgestus erhoben, die linke Hand hält ein goldenes, kostbar verziertes, geschlossenes Evangelienbuch. Er ist in ein purpurnes Gewand (himation) in der Weise gekleidet, dass die Arme bis zum Handgelenk bedeckt sind. Von der Unterkleidung, einer Tunika, ebenfalls purpurn, ist deshalb nur ein kleines Stück zu sehen. Ein vertikaler Streifen (clavus) hebt sich auf diesem Kleidungsstück durch einen etwas helleren Farbton ab und war ursprünglich mit Gold gehöht, wovon aber nur Spuren erhalten sind. Der Hintergrund ist nur angedeutet. Es scheint sich um eine entfernte Architektur mit Fenstern zu handeln, dazwischen eine Exedra. Die Beziehung der Christusfigur zu diesem Hintergrund bleibt unbestimmt. Der Horizont ist durch ein blaugrünes Band angedeutet, darüber wölbt sich blaugrau der Himmel. In den oberen beiden Ecken der Ikone erkennt man zwei stilisierte achtstrahlige goldene Sterne. (Bei der Restaurierung beließ man auf der Hintergrundarchitektur die fragmentarische zinnoberrote griechische Inschrift ΙC ΧC Ο ΦΙΛ(άνθρω)Π(ος), „Jesus Christus, der Menschenfreundliche“ – wobei es nicht eindeutig war, ob diese Inschrift bei einer byzantinischen Überarbeitung der Ikone hinzugefügt wurde, oder aber ursprünglich war.) Licht und Schatten sind in weitgehend natürlicher Weise verteilt. Eine einzige Lichtquelle oben rechts scheint das Gesicht Christi zu beleuchten. Tiefe Schatten auf der dem Licht abgewandten Gesichtshälfte lassen es plastisch wirken. „Die hieratische Frontaldarstellung und der Eindruck der Weltabgewandtheit einerseits und das Fehlen strenger Symmetrie wie auch die … Lebendigkeit des Gesichts andererseits stellen eine harmonische Verbindung zwischen der göttlichen und der menschlichen Natur Christi her.“

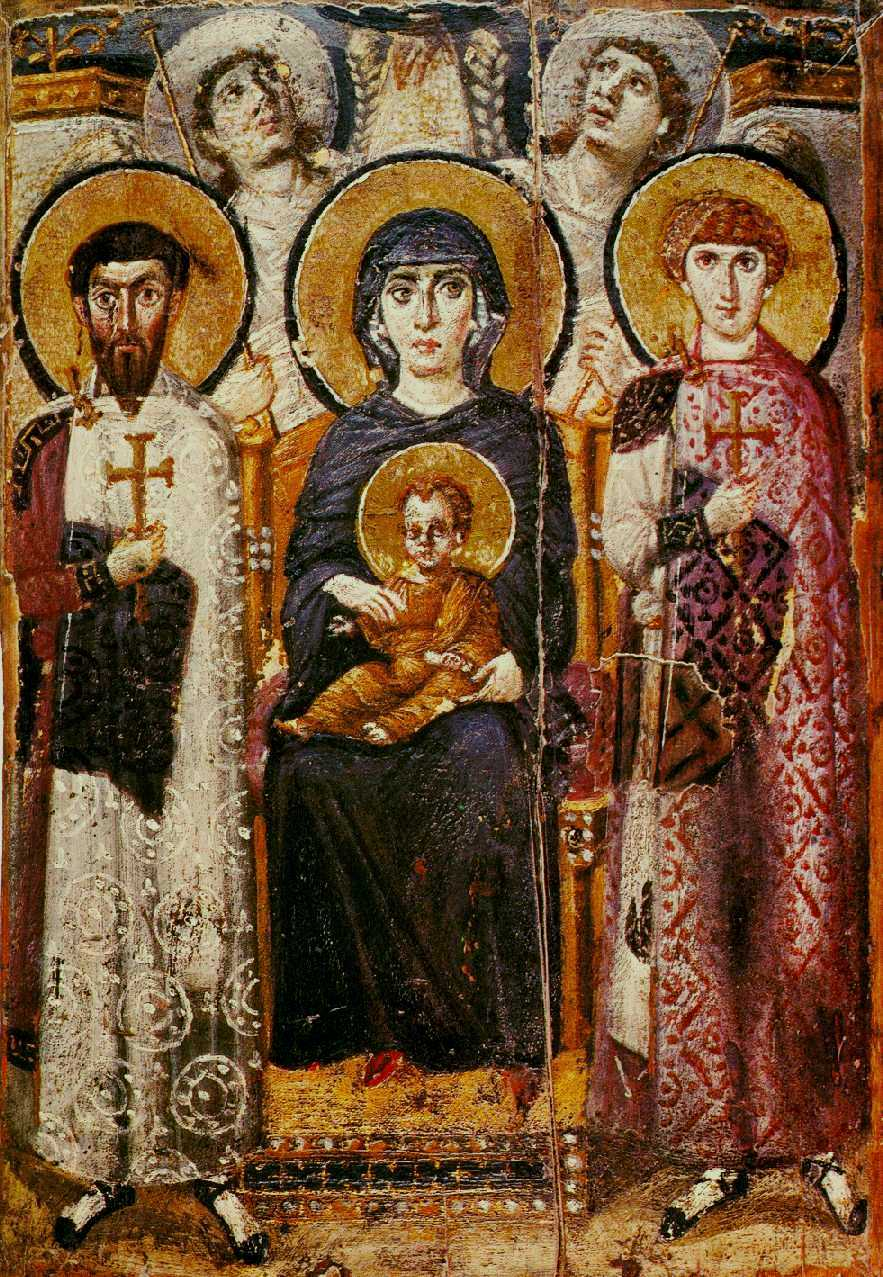
Theotokos und Heilige Theodor und Georg

Die Ikone der Theotokos zeigt Maria in strenger Frontalität zwischen den Soldatenheiligen Theodor und Georg thronend, über denen zwei ätherische, „geradezu impressionistisch“ gemalte Engel schweben. Die Meisterschaft des Künstlers zeigt sich in der unterschiedlichen Auffassung der Gesichter: Maria wirkt weltentrückt, wozu die olivfarbenen Schatten unter den Augen beitragen, die beiden Soldaten dagegen realistisch, einer bleich, der andere sonnenverbrannt.

Petrus-Ikone

Das dritte Meisterwerk ist die Ikone des heiligen Petrus, ein annähernd lebensgroßes Brustbild. Der Apostel blickt den Betrachter durchdringend an, „voller Spannung und angestauter Energie“, letzteres wird durch Haarwirbel und aufgesetzte Glanzlichter betont. Petrus ist in einer Nische oder Thronarchitektur zu sehen, über ihm in drei Medaillons (Clipei) ein jugendlicher Heiliger, Christus und Maria. Dieser Bildaufbau folgt der Tradition von Konsulardiptychen.
Im 7. Jahrhundert, schon unter islamischer Herrschaft, war Palästina und besonders Jerusalem ein Zentrum der Ikonenmalerei. Kaiserliche Erlasse, die im byzantinischen Bilderstreit die Anfertigung von Ikonen verboten, waren hier ohne Wirkung, und mit Jerusalem unterhielt das Sinaikloster stets enge Beziehungen. Der aus der klassischen Tradition überkommene Malstil der frühesten Ikonen war nun einem härteren, holzschnittartigen Stil gewichen. Aus der frühen Phase dieses Stils stammt eine Himmelfahrt Christi, ursprünglich Mitteltafel eines Triptychons. Die Theotokos steht vor einem rot blühenden Busch. Falls dies als Dornbusch zu verstehen ist, wurde die Ikone vielleicht für das Sinaikloster geschaffen.

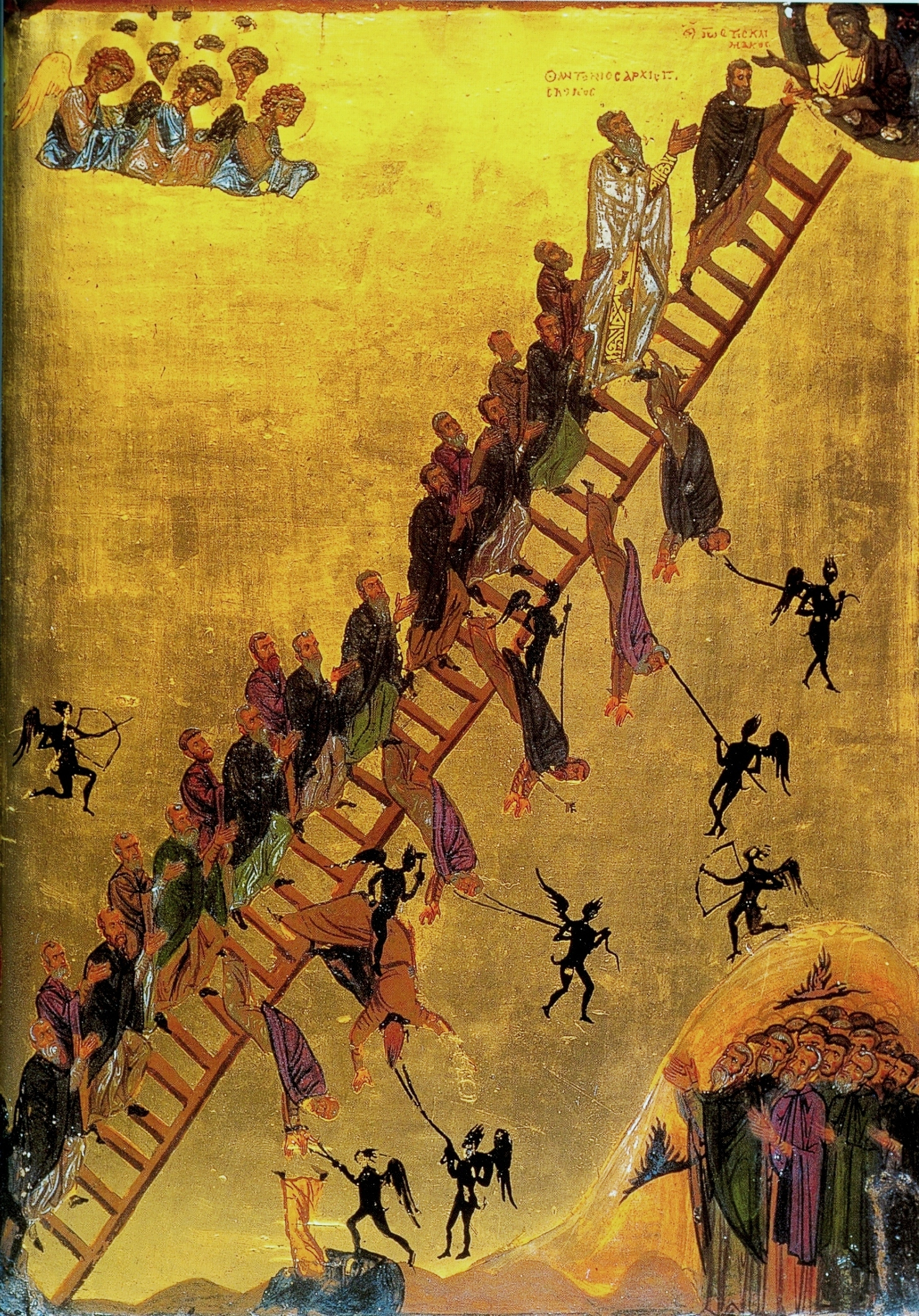
Himmelsleiter des Johannes Klimakos

In mittelbyzantinischer Zeit unterhielt das Sinaikloster wieder enge Beziehungen nach Konstantinopel, so dass typische Werke des zarten, verfeinerten hauptstädtischen Stils in ihre Sammlung kamen. Ein Meisterwerk aus der Spätphase dieses Stils (12. Jahrhundert) ist die Himmelsleiter des Johannes Klimakos. Dieser als heilig verehrte Vorsteher des Sinaiklosters hatte im 6. Jahrhundert ein für die orthodoxe Asketik grundlegendes Werk verfasst, das auf der Ikone optisch umgesetzt wurde. Dargestellt ist, wie die Mönche eine Leiter zum Himmel erklimmen, deren 30 Sprossen die Tugenden darstellen. Dabei werden sie von Versuchungen gefährdet, und Teufel zerren einige von der Leiter in die Tiefe. Oben erreicht Johannes Klimakos als erster Heiliger sein Ziel, hinter ihm ein weiterer Vorsteher des Sinaiklosters. Aufgrund des Bezugs zur lokalen Überlieferung vermutet Weitzmann, dass das Werk von einem in der Hauptstadt ausgebildeten Künstler für das Sinaikloster geschaffen wurde.

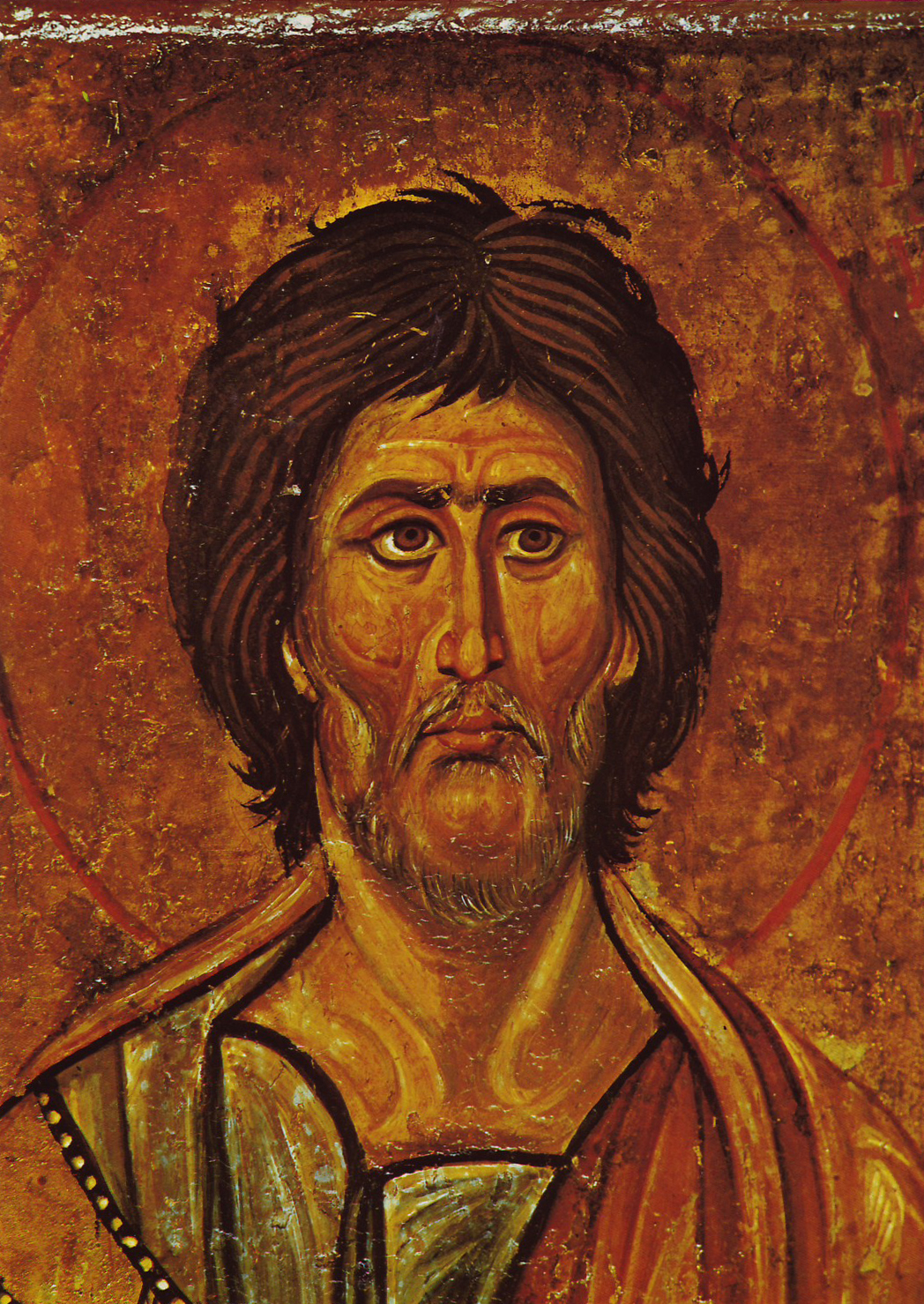
Moses-Ikone

Das 13. Jahrhundert ist in der Ikonensammlung des Sinaiklosters hochwertig vertreten; typisch sind Kalender- und Heiligenikonen, letztere umgeben die Zentralfigur des Heiligen mit Szenen aus seinem Leben. Dabei arbeiteten sowohl byzantinische als auch lateinische Künstler für das Kloster. „Eine der größten Überraschungen war die Entdeckung einer großen Anzahl von Ikonen, die von Kreuzfahrerkünstlern aus verschiedenen Nationen stammten … [Dabei steht] außer Zweifel, daß eine große Zahl der Kreuzfahrerikonen im Kloster selbst gemalt wurde.“ Sehr gut vertreten ist in dieser Ikonengruppe Italien und hier besonders Venedig. Weitzmann vermutet, dass einige dieser Ikonen die heute nicht mehr vorhandene Kapelle Heilige Katharina der Franken schmückten und die in Lateineuropa ausgebildeten Künstler sich bemühten, die byzantinische Einrichtung einer solchen Kapelle nachzuahmen. Eine Moses-Ikone des späten 13. Jahrhunderts weist Weitzmann einem französischen Künstler zu. „Sie zeigt den Propheten mit seelenvollem Blick, und diese gefühlvolle Wirkung unterscheidet sich stark von den Bildern byzantinischer Künstler jener Zeit.“

## Bibliothek
Die Klosterbibliothek ist wahrscheinlich die älteste erhaltene christliche Büchersammlung. Sie enthält mehr als sechstausend Manuskripte in griechischer, christlich-palästinisch-aramäischer, serbischer, syrischer, arabischer, kirchenslavischer, georgischer, armenischer, kaukasisch-albanischer und altäthiopischer Sprache, davon dreitausend aus der Antike und einige älter als das Kloster selbst – eine Sammlung, die an Umfang nur durch die der Biblioteca Vaticana übertroffen wird. Viele dieser Bücher haben noch ihren ursprünglichen Einband, im Gegensatz zu westlichen Bibliotheken, wo die Originaleinbände in der Regel ersetzt wurden.
Die wichtigsten Handschriften des Altbestandes wurden 1950 und 1967/68 verfilmt und damit der Wissenschaft breiter zugänglich. Dies gilt nicht in gleicher Weise für die Neufunde von 1975 im St.-Georgs-Turm, von denen mehr als 160 Palimpsesthandschriften und einige aus dem älteren Bestand in dem neuen multispektralen Digitalisierungsverfahren während des Sinai Palimpsest-Projekts (2011–2017) durch eine Gruppe von spezialisierten Fotografen (EMEL) aufgenommen und darauf von einer Gruppe internationaler Handschriftexperten entziffert wurden – unter anderem unbekannte griechische Gedichte, das älteste bekannte Rezept des griechischen Arztes Hippokrates von Kos, ein Folium einer syrischen Übersetzung von Galens „Einfache Drogen“ aus dem 9. Jahrhundert, neue Passagen und weitere Textzeugen aus altsyrischen NT-Handschriften, zwei der frühesten Marienlegenden (Transitus Mariae), ein bisher unbekanntes Martyrium des Patriklos von Caesarea, die fehlende 18. Lage des Codex Climaci Rescriptus und ein Evangeliar zu Johannes sowie ein Lektionar in Kaukasisch-Albanisch.

### Allgemein
- The Monastery of Saint Catherine at Mount Sinai.
  - George H. Forsyth, Kurt Weitzmann: The church and fortress of Justinian. Ann Arbor 1973.
  - Kurt Weitzmann: The icons. Bd. 1: From the sixth to the tenth century. Ann Arbor 1976.
  - Kurt Weitzmann, George Galavaris: The illuminated Greek manuscripts. Bd. 1: From the ninth to the twelfth century. Ann Arbor 1990, ISBN 0-691-03602-0.
- John Galey (Hrsg.): Das Katharinenkloster auf dem Sinai. Mit Beiträgen von George Forsyth und Kurt Weitzmann. Sonderausgabe. Belser, Stuttgart/Zürich 1988, ISBN 3-7630-1294-X.
- Helen C. Evans: Trésors du Monastère de Sainte-Catherine, Mont Sinai, Egypte. Fondation Pierre Gianadda, Martigny 2004, ISBN 2-88443-085-7.
- George Manginis: Mount Sinai. Haus Publishing Limited, London 2016, ISBN 978-1-910376-50-8.

### Geschichte
- Uzi Dahari, Rivka Calderon: Monastic Settlements in South Sinai in the Byzantine Period: the Archaeological Remains. Israel Antiquities Authority, Jerusalem 2000. (Open Access)
- Peter Grossmann: Besuche und Überfälle in der vorjustinianischen Laura am Mosesberg. In: Byzantinische Zeitschrift 92 (1999), S. 455–465.
- Jean-Michel Mouton, Andrei Popescu-Belis: Une description du monastère Sainte-Catherine du Sinaï au XII: Le manuscrit d’Abū l-Makārim. In: Arabica 53 (2006), S. 1–53.
- Andreas Müller: Der Sinai im 6. Jahrhundert. Ein Beitrag zur Geschichte der Entwicklung byzantinisch-ostkirchlicher Spiritualität. In: Philotheos 5 (2005) 255–278.
- Ihor Ševčenko: The Early Period of the Sinai Monastery in the Light of Its Inscriptions. In: Dumbarton Oaks Papers 20 (1966), S. 255–264.
- Aziz S. Atiya: The Monastery of St. Catherine and the Mount Sinai Expedition. In: Proceedings of the American Philosophical Society 96 (1952), S. 578–586.

### Architektur
- Andreas Andreopoulos: The Mosaic of the Transfiguration in St. Catherine’s Monastery on Mount Sinai: A Discussion of its Origins. In: Byzantion 72 (2002), S. 9–41.
- George H. Forsyth: The Monastery of St. Catherine at Mount Sinai: The Church and Fortress of Justinian. In: Dumbarton Oaks Papers 22 (1968), S. 1–19.
- Peter Grossmann: Christliche Architektur in Ägypten. Brill, Leiden 2002.
- Peter Grossmann: Neue baugeschichtliche Untersuchungen im Katharinenkloster im Sinai. In: Archäologischer Anzeiger 3 (1988), S. 543–558.
- Peter Grossmann: Early Monks at Mount Moses and Justinian’s Monastery. In: Pegaso: Rivista annuale di cultura mediterranea 1 (2001), S. 177–201.
- Peter Grossmann: Zu Decke und Dach der Theotokoskirche des Katherinenklosters im Sinai. In: Eastern Christian art 6 (2009), S. 39–49.
- Nili Lipschitz, Yoav Waisel: Dendroarchaeological Investigations in Israel (St. Catherine’s Monastery in Southern Sinai). In: Israel Exploration Journal 26 (1976), S. 39–44.
- Bernhard Moritz: Beiträge zur Geschichte des Sinaiklosters im Mittelalter nach arabischen Quellen. Akademie der Wissenschaften, Berlin 1918. (Digitalisat)

### Handschriften
Für weitere Literaturangaben zu den Handschriften des Katharinenklosters siehe die Einzelnachweise im Kapitel „Bibliothek“.
- James H. Charlesworth: The New Discoveries in St. Catherine’s Monastery: A Preliminary Report on the Manuscripts (= American Schools of Oriental Research Monograph Series, 3). Eisenbrauns, Winona Lake IN 1981, ISBN 0-89757-403-6.
- Panayotis G. Nicolopoulos: The New Finds of Sinai. Holy Monastery and Archdiocese of Sinai. Athen 1999, ISBN 960-85984-2-7.
- Claudia Rapp, Giulia Rossetto, Jana Grusková, Grigory Kessel (Hrsg.): New Light on Old Manuscripts. The Sinai Palimpsests and Other Advances in Palimpsest Studies (= Denkschriften der philosophisch-historischen Klasse. Band 547; = Veröffentlichungen zur Byzanzforschung. Band 45). Verlag der Österreichischen Akademie der Wissenschaften, Wien 2023, ISBN 978-3-7001-9157-5.

## Videos
- Bericht über die neuen Handschriftenfunde im Katharinenkloster 1975